# Margaret Thatcher
Margaret Hilda Thatcher, baronessa Thatcher, LG, OM, PC FRS, HonFRSC (nascuda Roberts; Grantham, 13 d'octubre de 1925 - Londres, 8 d'abril de 2013), va ser primera ministra del Regne Unit de 1979 a 1990 i líder del Partit Conservador des de 1975 fins al 1990. La primera ministra britànica més llarga del segle xx, va ser la primera dona que va ocupar aquest càrrec. Com a primera ministra, va implementar polítiques que es van conèixer com a Thatcherisme. Un periodista soviètic la va batejar com la "Dama de Ferro", un sobrenom que es va associar amb la seva política intransigent i el seu estil de lideratge.
Thatcher va estudiar ciències químiques al Somerville College de la Universitat d'Oxford, i va treballar breument com a investigadora química, abans de convertir-se en advocada. Va ser escollida membre del Parlament per Finchley el 1959. Edward Heath la va nomenar Secretària d'Estat d'Educació i Ciència en el seu govern de 1970-1974. El 1975, va derrotar a Heath a les eleccions de lideratge del Partit Conservador per convertir-se en líder de l'oposició, la primera dona a liderar un partit polític important al Regne Unit.
En convertir-se en primer ministre després de guanyar les Eleccions al Parlament del Regne Unit de 1979, Thatcher va introduir una sèrie de polítiques econòmiques destinades a revertir l'alta inflació i les lluites britàniques arran de l'hivern del descontentament i la recessió que s'aproximava. La seva filosofia política i polítiques econòmiques van emfatitzar la desregulació (especialment del sector financer), la privatització d'empreses de propietat estatal i la reducció del poder i la influència dels sindicats. La seva popularitat dels primers anys al càrrec va disminuir enmig de la recessió i l'augment de l'atur, fins a la victòria a la Guerra de les Malvines de 1982 i la recuperació de l'economia que va provocar un ressorgiment del suport i la seva reelecció fulminant a les eleccions al Parlament del Regne Unit de 1983. Va sobreviure a un intent d'assassinat de l'IRA Provisional en l'atemptat del Grand Hotel de Brighton de 1984 i va aconseguir una victòria política contra la Unió Nacional de Treballadors Miners a la vaga de miners de 1984–85.
Thatcher va ser reelegida per a un tercer mandat amb un altre victòria contundent a les eleccions al Parlament del Regne Unit de 1987, però el seu posterior suport al Poll Tax ("impost sobre les enquestes") va ser àmpliament impopular, i les seves opinions cada cop més euroescèptiques sobre la Comunitat Europea no van ser compartides per altres membres del seu gabinet. Va dimitir com a primera ministra i líder del partit l'any 1990, després que es va llançar un repte al seu lideratge. Després de retirar-se de la Cambra dels Comuns del Regne Unit el 1992, se li va concedir ser par vitalici com a baronessa Thatcher (de Kesteven a Lincolnshire) que li va donar dret a seure a la Cambra dels Lords. El 2013, va morir d'un ictus a l'hotel Ritz de Londres, als 87 anys.
Una figura polaritzadora de la política britànica, Thatcher és, no obstant això, vista favorablement en els rànquings històrics i l'opinió pública dels primers ministres britànics. El seu mandat va constituir un reajustament cap a les polítiques neoliberals a Gran Bretanya, amb un debat sobre el complicat llegat atribuït al thatcherisme que persisteix al segle xxi.

## Primers anys i educació

### Família i infància
Margaret Hilda Roberts va néixer el 13 d'octubre de 1925 a Grantham, Lincolnshire. Els seus pares eren Alfred Roberts (1892–1970), de Northamptonshire, i Beatrice Ethel Stephenson (1888–1960), de Lincolnshire. L'àvia materna del seu pare, Catherine Sullivan, va néixer al comtat de Kerry, Irlanda.
Roberts va passar la seva infantesa a Grantham, on el seu pare era propietari d'un estanc i una botiga de queviures. El 1938, abans de la Segona Guerra Mundial, la família Roberts va allotjar un breu temps a una adolescent jueva que havia fugit de l'Alemanya nazi. Amb la seva germana gran Muriel, Margaret va estalviar diners per ajudar a pagar el viatge de l'adolescent.
Alfred era un regidor i un predicador metodista local. Va criar la seva filla com a rigorós metodista de Wesley, assistint a l'Església Metodista de Finkin Street, però Margaret era més escèptica; la futura científica va dir a una amiga que no podia creure en els àngels, després d'haver calculat que necessitaven un estern de sis peus de llarg per suportar les ales. Alfred provenia d'una família liberal però es va mantenir (com era costum en aquell moment al govern local) com a independent. Va exercir com a alcalde de Grantham el 1945–46 i va perdre el seu càrrec de regidor el 1952 després que el Partit Laborista aconseguís la seva primera majoria al Consell de Grantham el 1950.

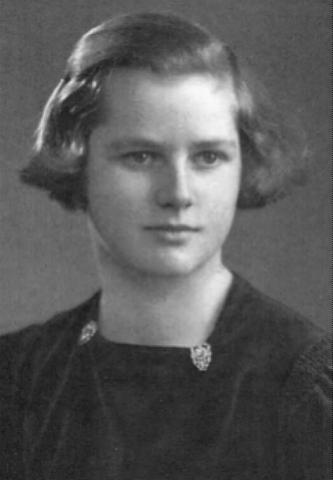
Margaret Thatcher entre 12 i 13 anys el 1938

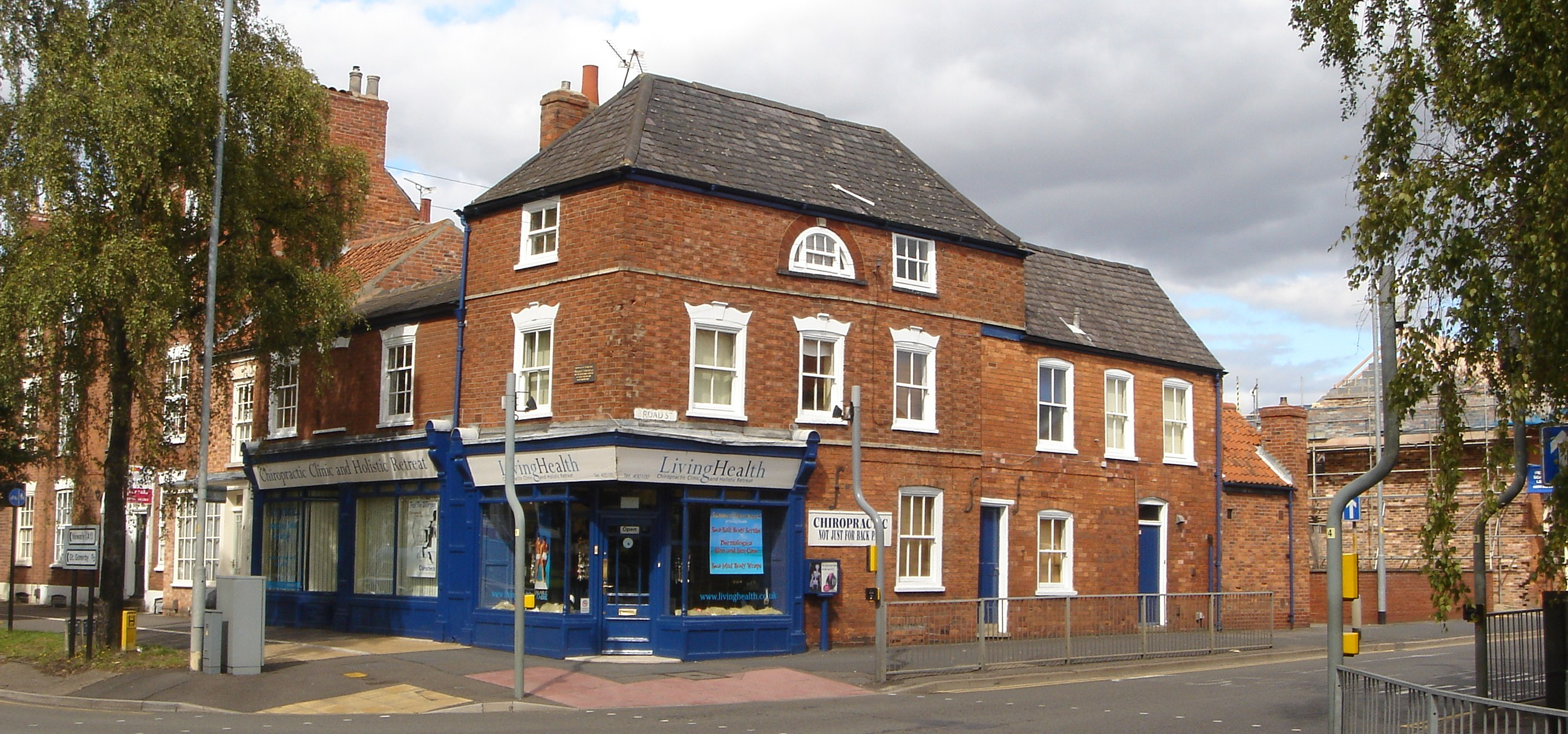
Grantham: lloc de naixement de Margaret Thatcher

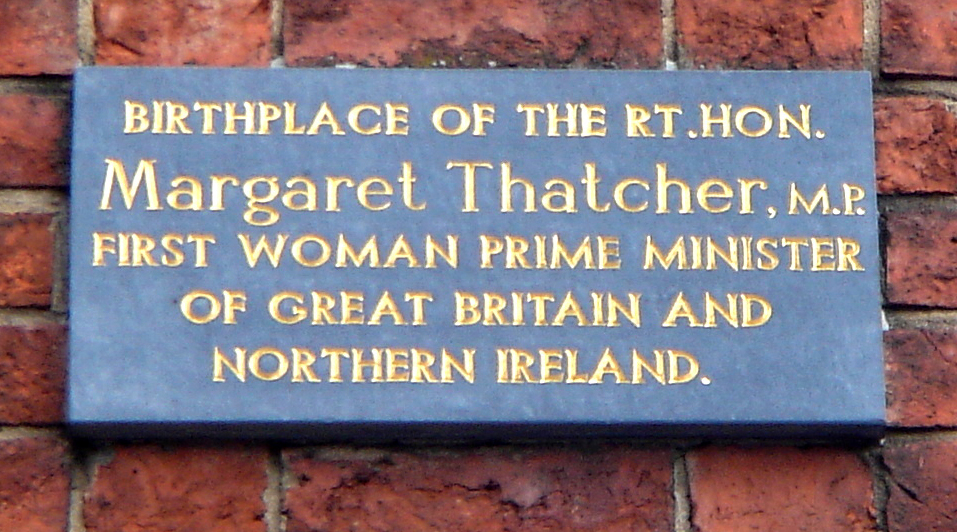
Grantham: Placa commemorativa.

Roberts va assistir a la Huntingtower Road Primary School i va guanyar una beca per a Kesteven and Grantham Girls' School, una escola de gramàtica. Els seus informes escolars mostraven un treball dur i una millora contínua; les seves activitats extraescolars incloïen el piano, l'hoquei herba, els recitals de poesia, la natació i la caminada. Va ser noia directora el 1942–43, i fora de l'escola, mentre la Segona Guerra Mundial estava en curs, va treballar voluntàriament com a vigilant d'incendis al servei local ARP. Altres estudiants pensaven en Roberts com la "científica estrella", encara que els consells equivocats sobre netejar la tinta del parquet gairebé va provocar una intoxicació per gas clor. Al sisè any superior, Roberts va ser acceptada per a una beca per estudiar química al Somerville College d'Oxford, una universitat de dones, a partir de 1944. Després que un altre candidat es retirés, Roberts va entrar a Oxford l'octubre de 1943.

### Oxford: 1943–1947

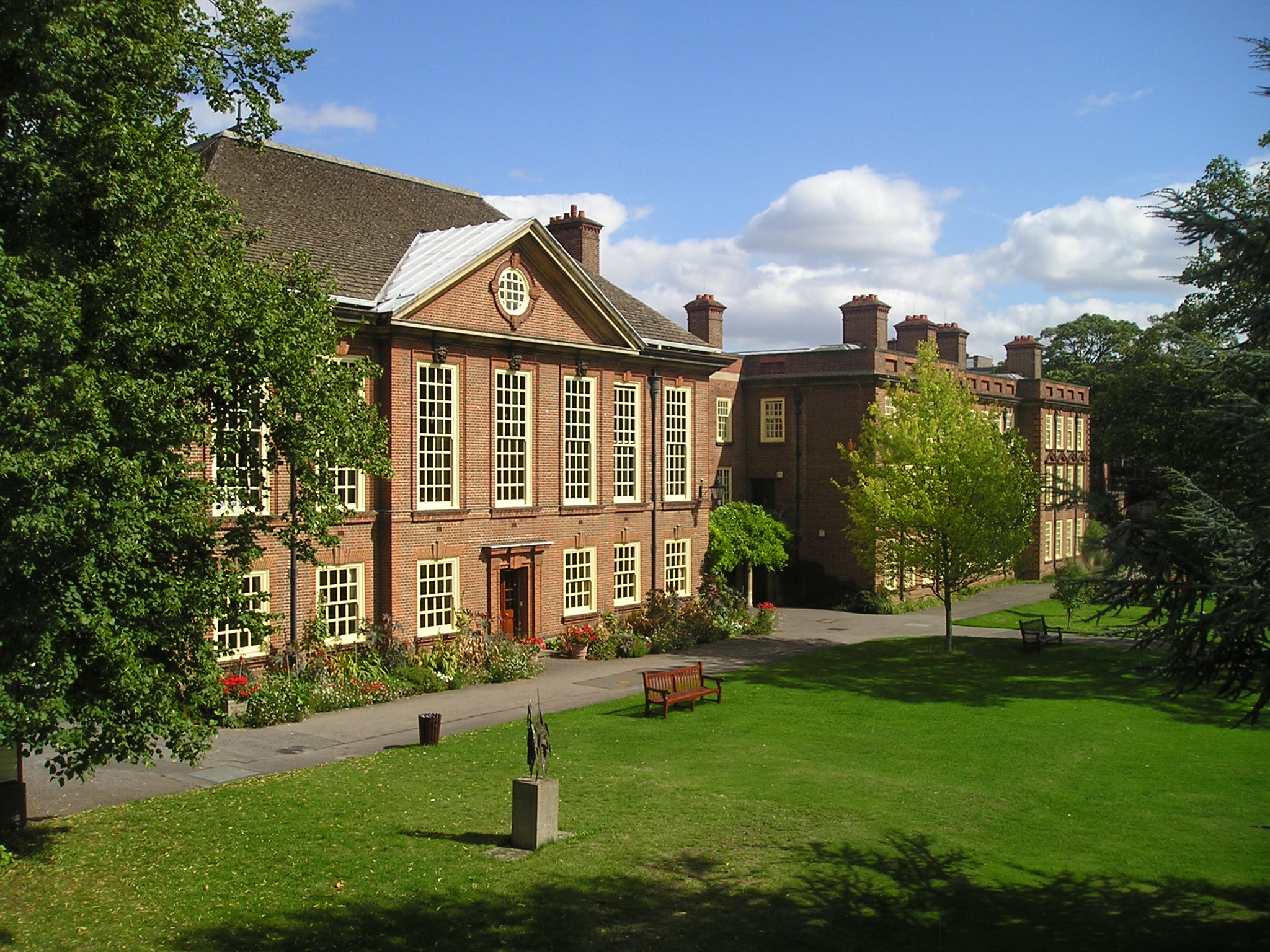
Roberts va estudiar química al Somerville College (a la foto) el 1943–47

Roberts va arribar a Oxford el 1943 i es va graduar el 1947 amb una llicenciatura de segona classe en química, després d'especialitzar-se en cristal·lografia de raigs X sota la supervisió de Dorothy Hodgkin. La seva tesi va ser sobre l'estructura de l'antibiòtic gramicidina. També va rebre el títol de Mestre en Arts el 1950 (com a llicenciatura d'Oxford, va tenir dret al grau 21 termes després de la seva matrícula). Roberts no només va estudiar química, ja que pretenia ser química només durant un curt període, ja pensava en dret i política. S'ha informat que estava més orgullosa de convertir-se en el primer primer ministre amb una llicenciatura en ciències que de convertir-se en la primera dona primera ministra. Mentre era primera ministra, va intentar preservar Somerville com a col·legi de dones. Dos cops per setmana fora dels estudis treballava en un menjador de les forces locals.
Durant la seva estada a Oxford, Roberts es va destacar per la seva actitud aïllada i seriosa. El seu primer xicot, Tony Bray (1926–2014), va recordar que era "molt reflexiva i una molt bona conversadora. Probablement això és el que m'interessava. Era bona en temes generals" L'entusiasme de Roberts per la política com a noia el va fer pensar en ella com "inusual" i els seus pares com "lleugerament austers" i "molt adequats".
Roberts es va convertir en presidenta de l'Associació Conservadora de la Universitat d'Oxford el 1946. Va ser influenciada a la universitat per obres polítiques com Camí de servitud de Friedrich Hayek (1944), que condemnava la intervenció econòmica del govern com a precursor de un estat autoritari.

### Carrera posterior a Oxford: 1947–1951
Després de graduar-se, Roberts es va traslladar a Colchester a Essex per treballar com a químic investigador per a BX Plastics. El 1948 va sol·licitar un lloc de treball a Imperial Chemical Industries (ICI), però va ser rebutjada després que el departament de personal la va valorar com "tescarada, obstinada i perillosament opinada". Jon Agar a Notes and Records argumenta que la seva comprensió de la investigació científica moderna va afectar més tard les seves opinions com a primer ministre.
Roberts es va unir a l'Associació Conservadora local i va assistir a la conferència del partit a Llandudno, Gal·les, el 1948, com a representant de l'Associació Conservadora de Graduats Universitaris. Mentrestant, es va convertir en una filial d'alt rang del Vermin Club, un grup de conservadors de base es va formar en resposta a un comentari despectiu fet per Aneurin Bevan. Un dels seus amics d'Oxford també era amic de la Càtedra de l'Associació Conservadora de Dartford a Kent, que buscava candidats. Els responsables de l'associació van quedar tan impressionats per ella que li van demanar que s'hi postulés, tot i que no figurava a la llista d'aprovats del partit; va ser seleccionada el gener de 1950 (24 anys) i afegida a la llista aprovada post ante.
En un sopar després de la seva adopció formal com a candidat conservador a Dartford el febrer de 1949, va conèixer el divorciat Denis Thatcher, un home de negocis d'èxit i ric, que la va portar al seu tren d'Essex. Després de la seva trobada reunió, ella el va descriure a Muriel com "una criatura poc atractiva, molt reservada però força agradable". En preparació per a les eleccions, Roberts es va traslladar a Dartford, on es va mantenir treballant com a química investigadora per a J. Lyons and Co. a Hammersmith, part d'un equip desenvolupant emulsionants per a gelats. Es va casar a Wesley's Chapel i els seus fills van ser batejats allà però ella i el seu marit van començar a assistir als serveis de l'Església d'Anglaterra i més tard es convertirien a l'anglicanisme.

## Inici en la política
A les eleccions generals de 1950 i 1951, Roberts va ser el candidat conservador per a l'escó laborista del districte de Dartford. El partit local la va seleccionar com a candidata perquè, encara que no era una oradora pública dinàmica, Roberts estava ben preparada i sense por en les seves respostes; el candidat potencial Bill Deedes va recordar: "Una vegada que va obrir la boca, la resta de nosaltres vam començar a semblar més aviat de segona categoria." Va atreure l'atenció dels mitjans com la més jove i l'única candidata femenina. Va perdre en ambdues ocasions davant Norman Dodds, però va reduir la majoria laborista en 6.000, i després en 1.000 més. Durant les campanyes, va ser recolzada pels seus pares i pel futur marit Denis Thatcher, amb qui es va casar el desembre de 1951. Denis va finançar els estudis de la seva dona per al Col·legi d'Advocats; es va qualificar com a advocada el 1953 i es va especialitzar en fiscalitat. Més tard aquell mateix any van néixer els seus bessons Carol i Mark, que van néixer prematurament per cesària.

### Membre del Parlament: 1959–1970
L'any 1953 va començar a estudiar dret tributari. Va ingressar al Partit Conservador, del que el seu marit ja n'era membre. El 1954, Thatcher va ser derrotada quan va buscar la selecció per ser la candidata del Partit Conservador per a les eleccions parcials d'Orpington de gener de 1955. Va optar per no presentar-se com a candidata a les eleccions generals de 1955, els anys posteriors va afirmar: "Realment em sentia els bessons eren […] només dos, realment vaig sentir que era massa aviat. No ho podia fer." Després, Thatcher va començar a buscar un escó conservador segur i va ser seleccionada com a candidata a Finchley l'abril de 1958 (vencent per poc a Ian Montagu Fraser). Va ser escollida com a Membre del Parlament després d'una dura campanya a les eleccions de 1959. Beneficiant-se del seu afortunat resultat en una loteria per als backbenchers per proposar nova legislació, el discurs inaugural de Thatcher va ser, inusualment, en suport del seu projecte de llei de membre privat, la Llei d'organismes públics (admissió a reunions) de 1960, que exigia que les autoritats locals celebressin les seves reunions del Consell en públic; el projecte de llei va tenir èxit i es va convertir en llei. El 1961 es va oposar a la posició oficial del Partit Conservador votant a favor de la restauració del càstig amb vara com a càstig corporal judicial.

#### Als bancs davanters
El talent i l'empenta de Thatcher van fer que se la veiés com a futura primera ministra quan només tenia 20 anys encara que ella mateixa era més pessimista, afirmant fins al 1970: "No hi haurà cap dona primera ministra en la meva vida, la població masculina té massa prejudicis". A l'octubre de 1961, Harold Macmillan la va ascendir a la primera bancada com a subsecretària parlamentària del Ministeri de Pensions i Assegurances Nacionals. Thatcher va ser la dona més jove de la història a rebre aquest càrrec, i entre els primers diputats escollits el 1959 en ser promoguts. Després que els conservadors perdessin les Eleccions al Parlament del Regne Unit de 1964, es va convertir en portaveu d'Habitatge i Sòl, posició en la qual va defensar la política del seu partit de donar als llogaters el dret a comprar les seves cases municipals. Es va traslladar a l'equip del Tresor a l'Ombra el 1966 i, com a portaveu del Tresor, es va oposar als controls obligatoris de preus i ingressos del Treball, argumentant que produirien sense voler efectes que distorsionarien l'economia.
Jim Prior va suggerir Thatcher com a membre del gabinet de l'ombra després de la derrota dels conservadors el 1966, però el líder del partit Edward Heath i el líder William Whitelaw van escollir Mervyn Pike com a única dona membre del gabinet de l'ombra conservador. A la conferència del Partit Conservador de 1966, Thatcher va criticar les polítiques d'alts impostos del govern laborista com a passos "no només cap al socialisme, sinó cap al comunisme", argumentant que els impostos més baixos servien d'incentiu per al treball dur. Thatcher va ser un dels pocs diputats conservadors que va donar suport el projecte de llei de Leo Abse per despenalitzar l'homosexualitat masculina. Va votar a favor del projecte de llei de David Steel per legalitzar l'avortament, així com la prohibició de la cacera de llebres. Va donar suport a la retenció de la pena capital i va votar en contra de la relaxació de les lleis de divorci.

#### Al gabinet de l'ombra
L'any 1967, l'ambaixada dels Estats Units va triar Thatcher per participar en el Programa de Lideratge de Visitants Internacionals (llavors anomenat Programa de Líders Estrangers), un programa d'intercanvi professional que li va permetre passar unes sis setmanes visitant diverses ciutats i personalitats polítiques dels Estats Units així com institucions. com el Fons Monetari Internacional. Tot i que encara no era membre del gabinet a l'ombra, l'ambaixada la va descriure al Departament d'Estat com una possible futura primera ministra. La descripció va ajudar Thatcher a reunir-se amb persones destacades durant un itinerari ocupat centrat en qüestions econòmiques, com Paul Samuelson, Walt Rostow, Pierre-Paul Schweitzer i Nelson Rockefeller. Després de la visita, Edward Heath va nomenar Thatcher al Gabinet a l'Ombra com a portaveu de Combustible i Energia. Abans de les eleccions al Parlament del Regne Unit de 1970, va ser ascendida a portaveu de Transport i més tard a Educació.
El 1968, Enoch Powell va pronunciar el seu discurs "Rius de Sang" en el qual va criticar durament la immigració de la Commonwealth al Regne Unit i el projecte llei de relacions racials de 1968 proposat aleshores. Quan Heath va trucar a Thatcher per informar-li que acomiadaria Powell del Gabinet de l'ombra, va recordar que "de debò pensava que era millor deixar que les coses es refredessin per al present en lloc d'augmentar la crisi". Ella creia que els seus punts principals sobre la immigració de la Commonwealth eren correctes i que les cites seleccionades del seu discurs havien estat fora de context. En una entrevista de 1991 per Today, Thatcher va declarar que pensava que Powell havia "fer un argument vàlid, encara que de vegades en termes lamentables".
Al voltant d'aquesta època, va pronunciar el seu primer discurs com a ministra de transport a l'ombra i va destacar la necessitat d'invertir en la British Rail. Va argumentar: "[…] si construïm carreteres més grans i millors, aviat se saturarien de més vehicles i no estaríem més a prop de resoldre el problema." Thatcher va fer la seva primera visita a la Unió Soviètica l'estiu de 1969 com a portaveu de Transport de l'oposició, i a l'octubre va pronunciar un discurs celebrant els seus deu anys al Parlament. A principis de 1970, va dir a The Finchley Press que li agradaria veure una "inversió de la societat permissiva".

### Secretari d'Educació: 1970–1974

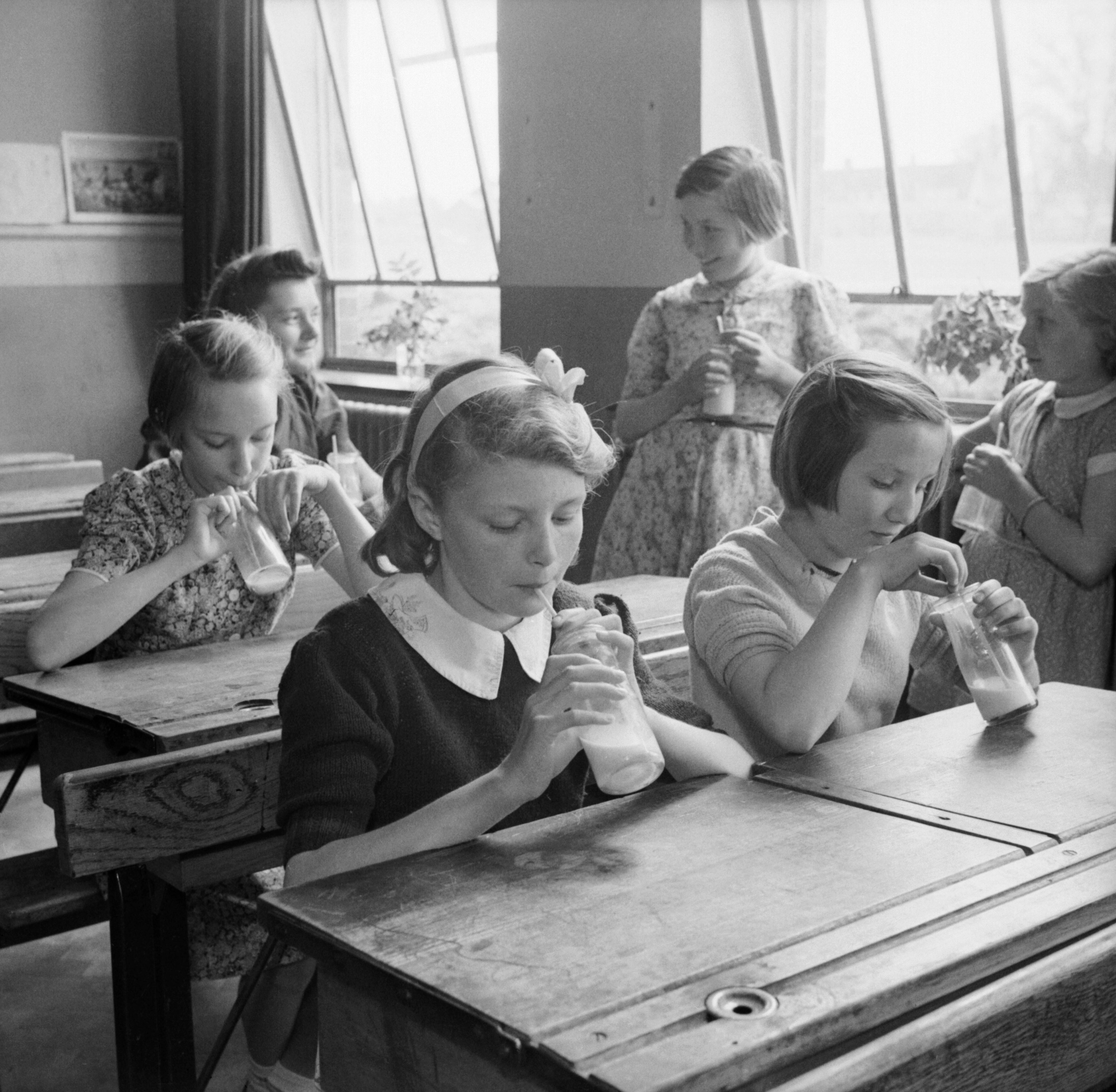
Thatcher va abolir la llet gratuïta per als nens d'entre 7 i 11 anys (a la foto) el 1971, tal com havia fet el seu predecessor per als nens més grans el 1968.

El Partit Conservador liderat per Edward Heath, va guanyar les eleccions al Parlament del Regne Unit de 1970, i Thatcher va ser nomenada al gabinet com a Secretària d'Estat d'Educació i Ciència. Thatcher va provocar polèmica quan, després d'uns dies en el càrrec, va retirar la Circular Laboral 10/65 que intentava forçar la comprensivitat, sense passar per un procés de consulta. Va ser molt criticada per la rapidesa amb què ho va dur a terme. En conseqüència, va redactar la seva pròpia nova política (Circular 10/70), la qual cosa va assegurar que les autoritats locals no es veiessin obligades a anar integrals. La seva nova política no estava destinada a aturar el desenvolupament de nous integrals; va dir: "Esperem […] que els plans es basin en consideracions educatives més que en el principi integral."
Thatcher va donar suport a la proposta de Lord Rothschild de 1971 perquè les forces del mercat afectessin el finançament governamental de la investigació. Tot i que molts científics es van oposar a la proposta, els seus antecedents de recerca probablement la van fer escèptica sobre la seva afirmació que els estrangers no haurien d'interferir en el finançament. El departament va avaluar propostes perquè més autoritats educatives locals tanquessin les escoles de gramàtica i adoptessin l'educació secundària integral. Tot i que Thatcher estava compromesa amb un sistema d'educació secundària moderna de gramàtica i va intentar preservar les escoles de gramàtica, durant el seu mandat com a secretària d'educació només va rebutjar 326 de 3.612 propostes (aproximadament el 9 per cent) perquè les escoles esdevinguin integrals; la proporció d'alumnes que assisteixen a escoles integrals va augmentar, en conseqüència, del 32% al 62%. Nevertheless No obstant això, va aconseguir salvar 94 escoles de gramàtica.
Durant els seus primers mesos al càrrec va cridar l'atenció del públic a causa dels intents del govern de retallar la despesa. Va donar prioritat a les necessitats acadèmiques a les escoles, mentre administrava les retallades de la despesa pública al sistema educatiu estatal, la qual cosa va provocar l'abolició de la llet gratuïta per als escolars de set a onze anys. Va sostenir que pocs nens patirien si les escoles cobressin la llet, però va acceptar proporcionar als nens més petits 1⁄3 de pinta (170 ml) diàriament amb finalitats nutricionals. També va argumentar que simplement continuava amb el que el govern laborista havia començat des que havien deixat de donar llet gratuïta a les escoles secundàries. Encara es subministraria llet als nens que ho necessitin per motius mèdics, i les escoles encara podrien vendre llet. Les conseqüències de la fila de la llet van endurir la seva determinació; Ella va dir a l'editor i propietari Harold Creighton de The Spectator: "No em subestimis, vaig veure com van trencar Keith Joseph, però a mi no em trencaran."
Els documents del gabinet van revelar més tard que s'oposava a la política, però que el Tresor l'havia forçada. La seva decisió va provocar una tempesta de protestes per part dels laboristes i de la premsa, que la va portar a ser notòriament sobrenomenada "Margaret Thatcher, llastradora de llet". Segons els informes, va considerar deixar la política després i més tard va escriure a la seva autobiografia: "Vaig aprendre una lliçó valuosa [de l'experiència]. M'havia incorregut en el màxim d'odi polític per al mínim benefici polític." 

### Líder de l'oposició: 1975–1979
El govern d'Edward Heath va continuar experimentant dificultats amb els embargaments de petroli i les demandes sindicals d'augments salarials el 1973, perdent posteriorment les eleccions al Parlament del Regne Unit de febrer de 1974. Els laboristes van formar un govern en minoria i van aconseguir una majoria estreta a les eleccions al Parlament del Regne Unit d'octubre de 1974. El lideratge de Heath del Partit Conservador semblava cada cop més en dubte. Thatcher no era vista inicialment com la substituta òbvia, però finalment es va convertir en la principal rival, prometent un nou començament. El seu suport principal va venir del Comitè 1922 i The Spectator, el temps de Thatcher al càrrec li va donar la reputació de pragmatista més que no pas d'ideòloga. Ella va derrotar a Heath a la primera votació i ell va renunciar al lideratge. En la segona votació va derrotar a Whitelaw, la successora preferida de Heath. L'elecció de Thatcher va tenir un efecte polaritzador en el partit; el seu suport era més fort entre els diputats de la dreta, i també entre els del sud d'Anglaterra, i els que no havien assistit a escoles públiques oOxbridge.
Thatcher es va convertir en líder del Partit Conservador i líder de l'oposició l'11 de febrer de 1975; va nomenar Whitelaw com el seu adjunt. Heath mai es va reconciliar amb el lideratge del partit de Thatcher.
El crític de televisió Clive James, escrivint a The Observer de la seva elecció com a líder del Partit Conservador, va comparar la seva veu de 1973 amb "un gat lliscant per una pissarra". Thatcher ja havia començat a treballar en la seva presentació seguint els consells de Gordon Reece, un antic productor de televisió. Per casualitat, Reece va conèixer l'actor Laurence Olivier, que va organitzar classes amb l'entrenador de veu del Royal National Theatre.
Thatcher va començar a assistir regularment a dinars a l'Institut d'Afers Econòmics (IEA), un grup de reflexió fundat pel magnat avícola el hayekià Antony Fisher; havia estat visitant l'IEA i llegint les seves publicacions des de principis dels anys seixanta. Allà va ser influenciada per les idees de Ralph Harris i Arthur Seldon, i es va convertir en el rostre del moviment ideològic contrari a l'estat del benestar britànic. L'economia keynesiana, creien, estava debilitant la Gran Bretanya. Els pamflets de l'institut proposaven menys govern, impostos més baixos i més llibertat per a les empreses i els consumidors.
Thatcher tenia la intenció de promoure idees econòmiques neoliberals a casa i a l'estranger. Tot i establir la direcció de la seva política exterior per a un govern conservador, Thatcher estava angoixada pel seu reiterat fracàs per brillar a la Cambra dels Comuns. En conseqüència, Thatcher va decidir que com "la seva veu tenia poc pes a casa", "s'escoltaria a tot el món". Thatcher va realitzar visites a través de l'Atlàntic, establint un perfil internacional i promovent la seva política econòmica i exterior. Va fer una gira pels Estats Units el 1975 i es va reunir amb el president Gerald Ford, i va tornar a visitar el 1977, quan va conèixer el president Jimmy Carter. Entre altres viatges a l'estranger, va conèixer a Shah Mohammad Reza Pahlavi durant una visita a l'Iran el 1978. Thatcher va optar per viatjar sense ser acompanyada pel seu secretari d'Afers Exteriors a l'ombra, Reginald Maudling, en un intent de tenir un impacte personal més audaç.
En els afers interns, Thatcher es va oposar a un govern autònom escocès i a la creació d'un Parlament Escocès. Va demanar als diputats conservadors que votessin en contra del projecte de llei d'Escòcia i Gal·les el desembre de 1976, que va ser derrotat amb èxit, i després, quan es van proposar nous projectes de llei, va donar suport a la modificació de la legislació per permetre als anglesos votar en el Referèndum de devolució a Escòcia de 1979. El resultat del referèndum fou d'un 51,6% de vots favorables a la proposta, que només representava el 32,9% del total del cens electoral, de manera que no es va superar la condició del 40% necessària perquè s'implementes la Scotland Act de 1978.
L'economia britànica durant la dècada de 1970 era tan feble que l'aleshores secretari d'Afers Exteriors, James Callaghan, va advertir els seus companys del gabinet laborista el 1974 de la possibilitat d'"una ruptura de la democràcia", dient-los: "Si fos un home jove, emigraria." A mitjans de 1978, l'economia va començar a recuperar-se, i les enquestes d'opinió van mostrar els laboristes al capdavant, amb l'esperança d'unes eleccions generals més tard aquell any i una possibilitat seriosa de guanyar els laboristes. Ara primer ministre, Callaghan va sorprendre a molts en anunciar el 7 de setembre que aquell any no hi hauria eleccions generals i que esperaria fins al 1979 per anar a votar. Thatcher va reaccionar a això titllant el govern laborista de "pollastres", i el líder del Partit Liberal, David Steel, s'hi va unir, criticant els laboristes per "córrer espantats".
Aleshores, el govern laborista es va enfrontar a una nova inquietud pública sobre l'orientació del país i a una sèrie de vagues perjudicials durant l'hivern de 1978-79, batejada com l'"Hivern del descontentament". Els conservadors van atacar el registre d'atur del govern laborista, utilitzant publicitat amb el lema "El treball no funciona". Es van convocar eleccions generals després que el ministeri de Callaghan perdés una moció de censura a principis de 1979. Els conservadors van obtenir una majoria de 44 escons a la Cambra dels Comuns, i Thatcher es va convertir en la primera dona primera ministra britànica.

#### "La "Dama de Ferro "
| «                                                      | Em presento davant vostre aquesta nit amb el meu vestit de nit de gasa de l'Estrella Roja, la meva cara suaument maquillada i els meus cabells clars suaument ondulats, la Dama de Ferro del món occidental. | » |
| — Thatcher va abraçar el seu sobrenom soviètic el 1976 | |   |

L'any 1976, Thatcher va pronunciar el seu discurs de política exterior "Britain Awake" que va criticar la Unió Soviètica, dient que estava "obligada a dominar el món". La revista de l'exèrcit soviètic Estrella Roja va informar de la seva posició en un article titulat "La dama de ferro aixeca pors", al·ludint als seus comentaris sobre el teló d'acer. El Sunday Times va cobrir l'article de l'Estrella Roja l'endemà, i Thatcher va abraçar l'epítet una setmana més tard; en un discurs als conservadors de Finchley, ho va comparar amb el sobrenom del duc de Wellington, "El duc de ferro". La metàfora del "ferro" la va seguir des d'aleshoresPlantilla:Sfnmp i es convertiria en un sobrenom genèric per a altres dones polítiques de voluntat forta.

## Primera ministre del Regne Unit: 1979–1990
Thatcher va esdevenir primer ministre el 4 de maig de 1979. En arribar a Downing Street va dir, parafrasejant la pregària de Sant Francesc:
On hi ha discòrdia, que portem harmonia;
On hi ha error, que portem la veritat;
On hi ha dubte, que portem fe;
I on hi ha desesperació, que portem esperança.
En el càrrec durant la dècada de 1980, Thatcher va ser anomenada sovint com la dona més poderosa del món.

### Afers interiors
El 1987 en un discurs al congrés del Partit Conservador, Thatcher va citar en la seva diatriba homòfoba com un dels exemples de la decadència del sistema d'ensenyament socialista el fet que:«Joves, als quals s'hauria d'ensenyar els valors morals tradicionals ans al contrari aprenen que tenen el dret inalienable d'ésser gai» el que va resultar en l'aprovació de l'esmena 28, 2A de la llei del Govern Local del 1988.

#### Minories
Thatcher va ser líder de l'oposició i primer ministre en un moment d'augment de la tensió racial a Gran Bretanya. Sobre les eleccions locals de 1977, The Economist va comentar: "La marea conservadora va inundar els partits més petits, concretament el Front Nacional (FN), que va patir un clar descens respecte l'any passat." La seva posició a les enquestes havia augmentat un 11% després d'una entrevista de 1978 per World in Action en el qual va dir que "el personatge britànic ha fet tant per la democràcia, per la llei i ha fet tant a tot el món que si hi ha por que es pugui inundar, la gent reaccionarà i serà més aviat hostil amb els que entren", així com "en molts aspectes [les minories] afegeixen a la riquesa i varietat d'aquest país. En el moment que la minoria amenaça de convertir-se en una gran, la gent s'espanta". A les eleccions generals de 1979, els conservadors havien atret vots del NF, el suport del qual gairebé es va esfondrar. En una reunió de juliol de 1979 amb el secretari d'Afers Exteriors Lord Carrington i el secretari de l'Interior William Whitelaw, Thatcher es va oposar al nombre d'immigrants asiàtics, en el context de limitar el total dels vietnamites dels vaixells per establir-se al Regne Unit a menys de 10.000 durant dos anys.

#### La Reina
Com a primer ministre, Thatcher es va reunir setmanalment amb la reina Elisabet II del Regne Unit per discutir els assumptes del govern, i la seva relació va ser objecte d'escrutini. Campbell afirma:
Una pregunta que va continuar fascinant el públic sobre el fenomen d'una dona primera ministra va ser com es va portar amb la reina. La resposta és que les seves relacions eren puntualment correctes, però hi havia poc amor perdut a banda i banda. Com que dues dones d'edat molt semblant -la senyora Thatcher era sis mesos més gran- ocupaven posicions paral·leles a la part superior de la piràmide social, una de cap de govern i l'altra de cap d'estat, estaven obligades a ser en cert sentit rivals. L'actitud de la senyora Thatcher cap a la reina era ambivalent. D'una banda tenia una reverència gairebé mística per la institució de la monarquia […] Però, al mateix temps, intentava modernitzar el país i escombrar molts dels valors i pràctiques que la monarquia perpetuava.
Michael Shea, el secretari de premsa de la reina, el 1986 va filtrar històries d'una profunda fractura a The Sunday Times. Va dir que pensava que les polítiques de Thatcher eren "desinteressades, conflictives i socialment divisibles". Thatcher va escriure més tard: "Sempre vaig trobar que l'actitud de la reina envers el treball del govern era absolutament correcta […] les històries d'enfrontaments entre "dues dones poderoses" eren massa bones per no aprofitar-les".

#### Economia i fiscalitat
| - Creixement econòmic - Despesa total del govern - Llei i ordre - Ocupació i formació - NHS - Seguretat Social - Educació - Defensa - Medi ambient - Transport - Comerç i indústria - Habitatge | +23,3 +12,9 +53,3 +33,3 +31,8 +13,7 +9,2 +7,9 −5,8 −38,2 −67,0 |

La política econòmica de Thatcher va estar influenciada pel pensament monetarista i economistes com Milton Friedman i Alan Walters. Juntament amb el seu primer canceller Geoffrey Howe, va reduir els impostos directes sobre la renda i augmentar els impostos indirectes. Va augmentar els tipus d'interès per frenar el creixement de l'oferta monetària i, per tant, reduir la inflació; va introduir límits d'efectiu a la despesa pública i va reduir la despesa en serveis socials com l'educació i l'habitatge. Les retallades a l'educació superior van fer que Thatcher fos el primer titular de la postguerra educada a Oxford sense un doctorat honoris causa de la Universitat d'Oxford, després d'un vot de 738-319 de l'assemblea governant i una petició estudiantil.
Alguns conservadors Heathites al gabinet, els anomenats wets, van expressar dubtes sobre les polítiques de Thatcher. Els disturbis d'Anglaterra de 1981 van donar com a resultat que els mitjans britànics discutien la necessitat d'un canvi de política política. A la conferència del Partit Conservador de 1980, Thatcher va abordar el tema directament, amb un discurs escrit pel dramaturg Ronald Millar, que incloïa notablement les línies següents:
A aquells que esperen sense respirar aquest eslògan mediàtic favorit, el gir en "U", només tinc una cosa a dir. "Tu gires si vols. La senyora no és per girar
La taxa d'aprovació laboral de Thatcher va caure fins al 23% el desembre de 1980, inferior a la registrada per a qualsevol primer ministre anterior. A mesura que la recessió de principis dels vuitanta es va aprofundir, va augmentar els impostos, malgrat les preocupacions expressades en una declaració de març de 1981 signada per 364 economistes destacats, que argumentava que "no hi havia cap base en la teoria econòmica […] per la creença del Govern que, desinflant la demanda, controlaran permanentment la inflació", i afegeix que "les polítiques actuals aprofundiran la depressió, erosionaran la base industrial de la nostra economia i amenaçaran la seva estabilitat social i política".

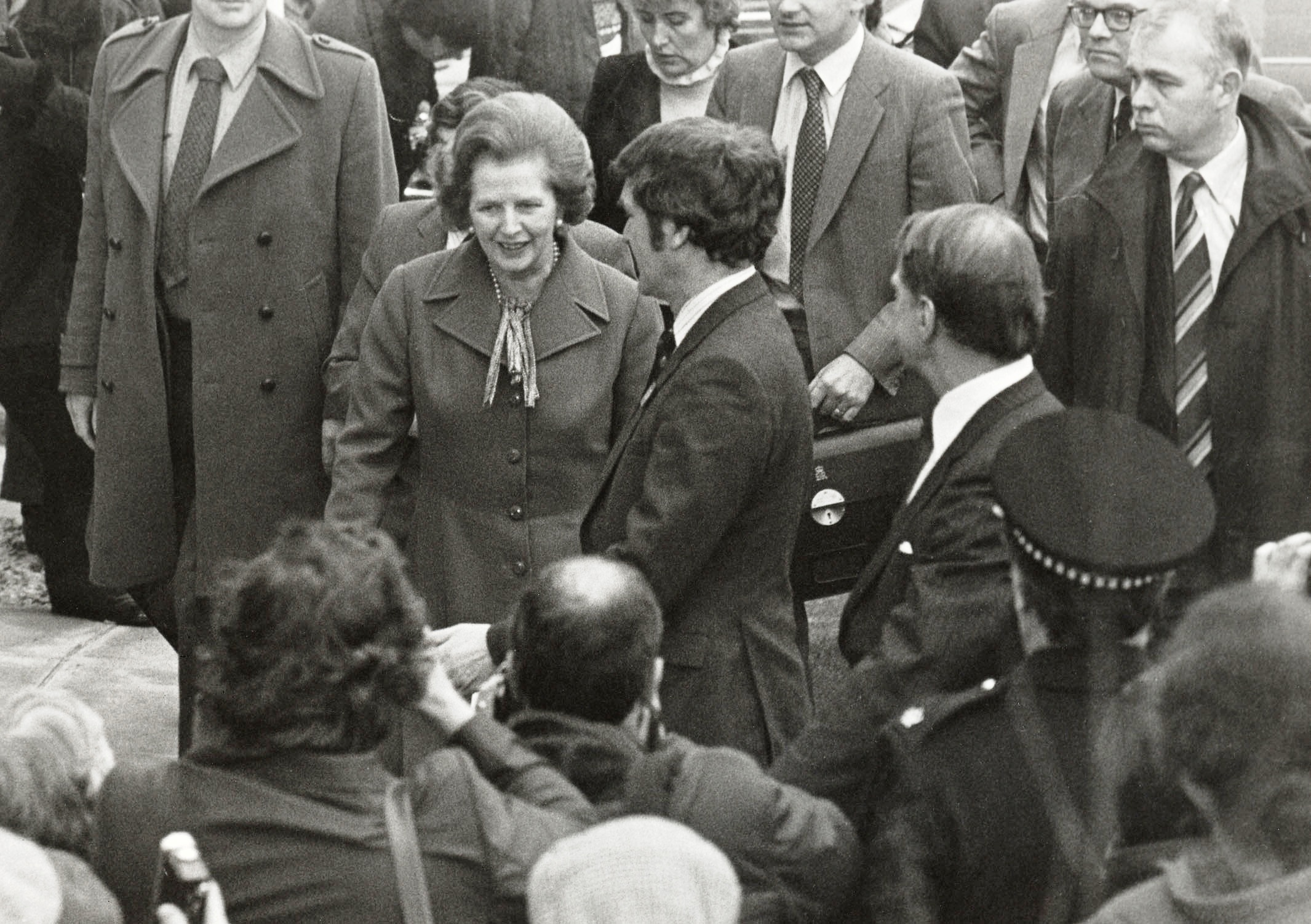
Thatcher durant una visita a la Universitat de Salford el 1982

El 1982, el Regne Unit va començar a experimentar signes de recuperació econòmica; la inflació es va reduir al 8,6% des d'un màxim del 18%, però l'atur va superar els 3 milions per primera vegada des dels anys trenta El 1983, el creixement econòmic general era més fort, i la inflació i les taxes hipotecàries havien caigut als seus nivells més baixos en 13 anys, tot i que l'ocupació manufacturera com a proporció de l'ocupació total va caure a poc més del 30%, i es va mantenir l'atur total alt, amb un màxim de 3,3 milions el 1984.
Durant la Conferència del Partit Conservador de 1982, Thatcher va dir: "Hem fet més per enrere les fronteres del socialisme que qualsevol govern conservador anterior". Va dir a la Conferència del Partit de l'any següent que el poble britànic havia rebutjat completament el socialisme d'estat i entenia que "l'estat no té cap altra font de diners que no siguin els diners que es guanya la gent […] No hi ha diners públics; només hi ha els diners dels contribuents".
El 1987, l'atur baixava, l'economia era estable i forta i la inflació era baixa. Les enquestes d'opinió van mostrar un còmode lideratge dels conservadors, i els resultats de les eleccions als consells locals també havien tingut èxit, la qual cosa va fer que Thatcher convoqués eleccions generals per a l'11 de juny d'aquell any, malgrat que el termini per a les eleccions encara faltava a 12 mesos. Les eleccions van veure Thatcher reelegida per un tercer mandat consecutiu.
Thatcher s'havia oposat fermament a la pertinença britànica al Mecanisme de tipus de canvi (ERM, un precursor de la Unió Econòmica i Monetària de la Unió Europea), creient que limitaria l'economia britànica, malgrat la instància tant del canceller d'Hisenda, Nigel Lawson com de el secretari d'Afers Exteriors, Geoffrey Howe ; l'octubre de 1990, John Major, el successor de Lawson com a canceller, la va convèncer per unir-se a l'ERM a un ritme massa alt.
Thatcher va reformar els impostos del govern local substituint les taxes nacionals (un impost basat en el valor nominal del lloguer d'una casa) per la Poll tax (o impost d'enquesta) en què es cobrava la mateixa quantitat a cada resident adult. El nou impost es va introduir a Escòcia el 1989 i a Anglaterra i Gal·les l'any següent, i va resultar ser una de les polítiques més impopulars del seu mandat de primer ministre. La inquietud pública va culminar amb una manifestació de 70.000 a 200.000 persones a Londres el març de 1990; la manifestació al voltant de Trafalgar Square es va deteriorar en disturbis, deixant 113 persones ferides i 340 arrestades. El càrrec comunitari va ser abolit el 1991 pel seu successor, John Major. Des d'aleshores ha transcendit que la mateixa Thatcher no s'havia registrat per a l'impost, i es va amenaçar amb sancions econòmiques si no retornava el seu formulari.

#### Relacions laborals
Thatcher creia que els sindicats eren perjudicials tant per als sindicalistes com per al públic. Es va comprometre a reduir el poder dels sindicats, el lideratge dels quals va acusar de soscavar la democràcia parlamentària i el rendiment econòmic mitjançant la vaga. Diversos sindicats van llançar vagues com a resposta a la legislació introduïda per limitar el seu poder, però la resistència va acabar col·lapsant. Només el 39% dels membres del sindicat van votar laboristes a les eleccions generals de 1983. Segons la BBC el 2004, Thatcher "va aconseguir destruir el poder dels sindicats durant gairebé una generació". La vaga dels miners de 1984–85 va ser l'enfrontament més gran i devastador entre els sindicats i el govern Thatcher.

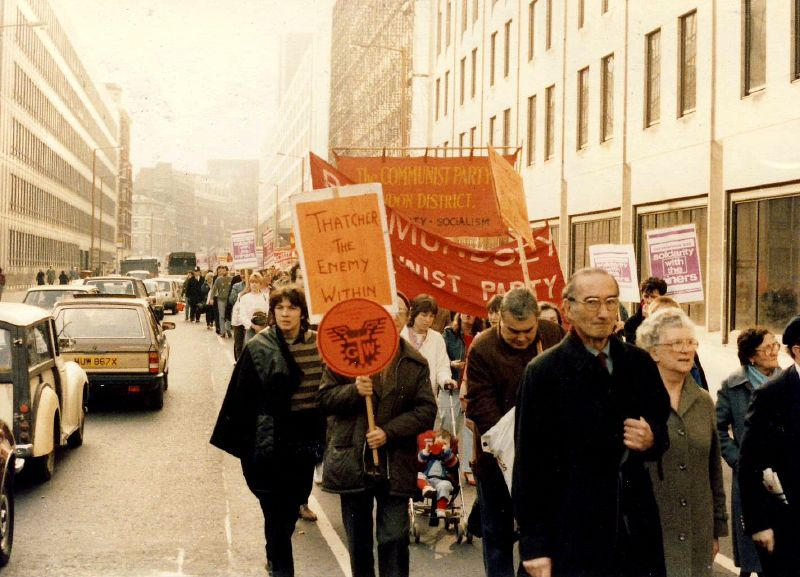
Manifestació de vaga pro miners de Londres, 1984

El març de 1984, la National Coal Board (NCB) va proposar tancar 20 de les 174 mines de propietat estatal i retallar 20.000 llocs de treball dels 187.000. Dos terços dels miners del país, liderats pel Sindicat Nacional de Miners (NUM) sota el lideratge d'Arthur Scargill, van fer caure eines en protesta. Tanmateix, Scargill es va negar a fer una votació a la vaga, després d'haver perdut tres votacions en una vaga nacional (al gener i octubre de 1982 i març de 1983). Això va fer que la vaga fos declarada il·legal pel Tribunal Superior de Justícia.
Thatcher es va negar a satisfer les demandes del sindicat i va comparar la disputa dels miners amb la Guerra de les Malvines, declarant en un discurs el 1984: "Hem hagut de lluitar contra l'enemic fora a les Malvines. Sempre hem de ser conscients de l'enemic interior, que és molt més difícil de lluitar i més perillós per a la llibertat." Els oponents de Thatcher van tergiversar les seves paraules com a indicacions de menyspreu cap a la classe treballadora i des d'aleshores han estat emprats per criticar-la.
Després d'un any de vaga el març de 1985, la direcció del NUM va cedir sense acord. Es va estimar que el cost per a l'economia era d'almenys 1.500 milions de lliures esterlines, i es va culpar la vaga de gran part de la caiguda de la lliura davant el dòlar estatunidenc. Thatcher va reflexionar sobre el final de la vaga en la seva declaració que "si algú ha guanyat" van ser "els miners que es van quedar a la feina" i tots aquells "que han mantingut Gran Bretanya".
El govern va tancar 25 mines de carbó no rendibles el 1985, i el 1992 s'havien tancat un total de 97 mines; les que quedaven van ser privatitzades el 1994. El tancament resultant de 150 mines de carbó, algunes de les quals no estaven perdent diners, va provocar la pèrdua de desenes de milers de llocs de treball i va tenir l'efecte de devastar comunitats senceres. Les vagues havien ajudat a fer caure el govern de Heath, i Thatcher estava decidida a triomfar allà on havia fracassat. La seva estratègia de preparar existències de combustible, nomenar el líder de la línia dura Ian MacGregor com a líder del NCB i assegurar-se que la policia estigués adequadament entrenada i equipada amb material antidisturbis va contribuir al seu triomf sobre els miners en vaga.
El nombre d'aturades al Regne Unit va assolir un màxim de 4.583 el 1979, quan s'havien perdut més de 29 milions de dies laborables. L'any 1984, any de la vaga dels miners, n'hi havia 1.221, la qual cosa va suposar la pèrdua de més de 27 milions de dies laborables. Les aturades van caure de manera constant durant la resta del govern de Thatcher; el 1990, es van perdre 630 i menys de 2 milions de dies laborables, i després van continuar disminuint. El mandat de Thatcher també va ser testimoni d'un fort descens de la densitat sindical, amb el percentatge de treballadors que pertanyen a un sindicat que va passar del 57,3% el 1979 al 49,5% el 1985. El 1979 fins a l'últim any de mandat de Thatcher, l'afiliació sindical també va caure, de 13,5 milions el 1979 a menys de 10 milions.

#### Privatitzacions
La política de privatització ha estat anomenada "un ingredient crucial del thatcherisme". Després de les eleccions de 1983, la venda de serveis públics es va accelerar; es van recaptar més de 29.000 milions de lliures de la venda d'indústries nacionalitzades, i altres 18.000 milions de lliures de la venda de cases municipals. El procés de privatització, especialment la preparació de les indústries nacionalitzades per a la privatització, es va associar amb notables millores en el rendiment, especialment en termes de productivitat laboral.
Algunes de les indústries privatitzades, com ara el gas, l'aigua i l'electricitat, eren monopolis naturals per als quals la privatització implicava poc augment de la competència. Les indústries privatitzades que van demostrar millores de vegades ho van fer mentre encara eren propietat de l'estat. La British Steel Corporation havia aconseguit grans guanys en rendibilitat mentre encara era una indústria nacionalitzada sota la presidència de MacGregor designada pel govern, que es va enfrontar a l'oposició dels sindicats per tancar plantes i reduir a la meitat la força de treball. La regulació també es va ampliar significativament per compensar la pèrdua de control directe del govern, amb la fundació d'organismes reguladors com Oftel (1984), Ofgas (1986), i la Autoritat Nacional de Rius (1989). No hi havia un patró clar sobre el grau de competència, regulació i rendiment entre les indústries privatitzades.
En la majoria dels casos, la privatització va beneficiar els consumidors en termes de preus més baixos i millora de l'eficiència, però els resultats en general han estat dispars. No totes les empreses privatitzades han tingut trajectòries exitoses de preus de les accions a llarg termini. Una revisió de l'AIE de 2010 afirma: "Sembla ser el cas que, una vegada que es va introduir la competència i/o una regulació efectiva, el rendiment va millorar notablement […] Però m'afanyo a subratllar de nou que la literatura no és unànime."
Thatcher sempre es va resistir a privatitzar British Rail i es va dir que li va dir al secretari de Transports, Nicholas Ridley: "La privatització del ferrocarril serà el Waterloo d'aquest govern. Si us plau, no em tornis a parlar dels ferrocarrils". Poc abans de la seva dimissió el 1990, va acceptar els arguments a favor de la privatització, que el seu successor John Major va implementar el 1994.
La privatització dels actius públics es va combinar amb la desregulació financera per impulsar el creixement econòmic. El canceller Geoffrey Howe va abolir els controls de canvi del Regne Unit el 1979, que va permetre invertir més capital als mercats estrangers, i el Big Bang de 1986 va eliminar moltes restriccions a la Borsa de Londres.

#### Irlanda del Nord

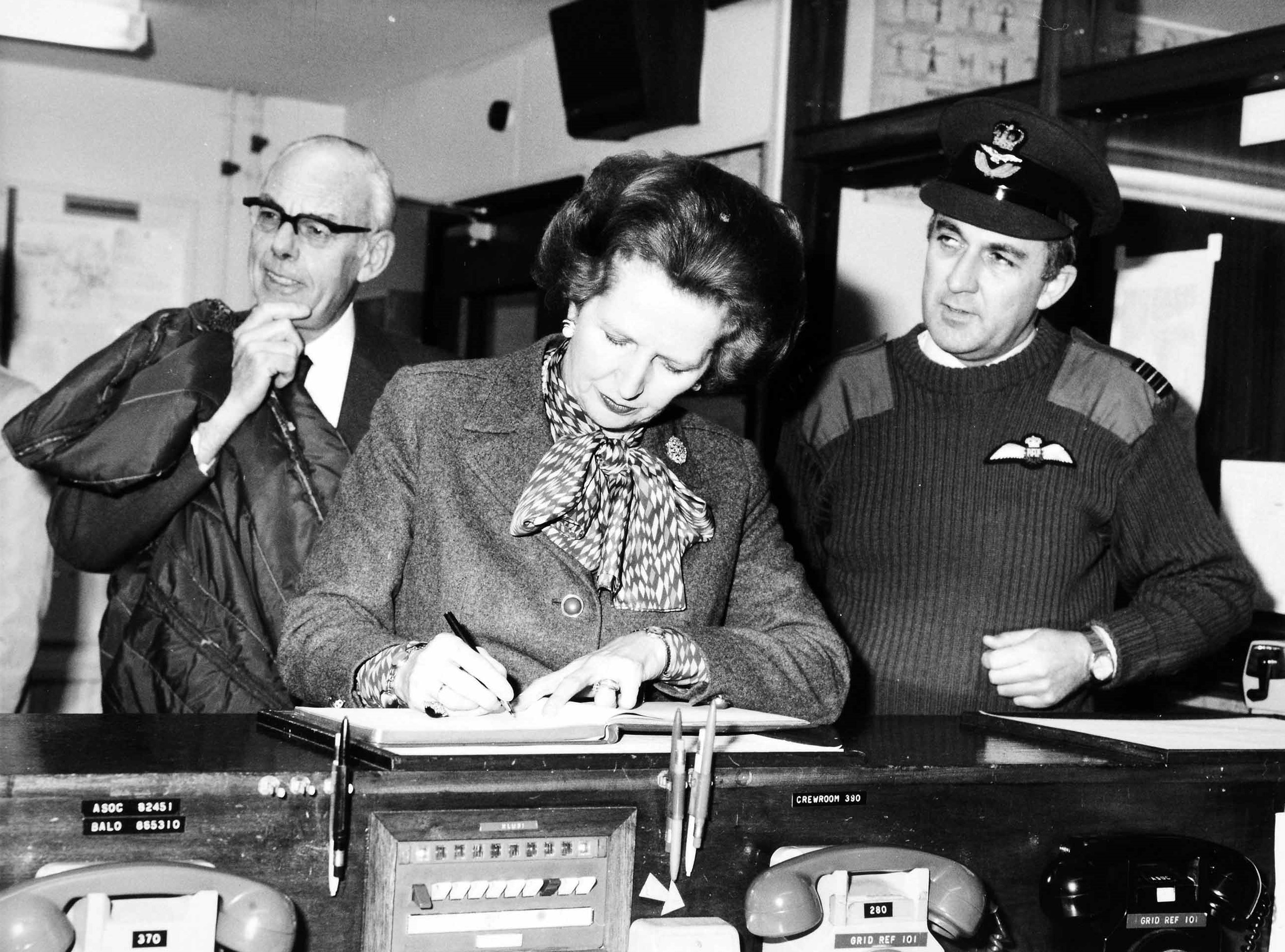
Margaret i Denis Thatcher en una visita a Irlanda del Nord a finals de 1982

El 27 d'agost, el vaixell de Lluís Mountbatten, oncle de la Reina d'Anglaterra, explota al llarg de Mullaghmore a Irlanda i el mateix dia, l'IRA va matar 18 soldats britànics a Warrenpoint al Comtat de Down, i el Taoiseach Jack Lynch va discutir una revisió radical de la seguretat i una major cooperació transfronterera amb la nova primera ministra britànica, Margaret Thatcher, dimitint poc després.
El 1980 i el 1981, els presoners de l'Exèrcit Republicà Irlandès Provisional (PIRA) i l'Exèrcit Irlandès d'Alliberament Nacional (INLA) a la presó de Maze d'Irlanda del Nord van dur a terme vagues de fam per recuperar l'estatus de presos polítics que havia estat retirat el 1976 pel govern laborista anterior. Bobby Sands va començar la vaga de 1981, dient que dejunaria fins a la mort tret que els presos aconseguissin concessions sobre les seves condicions de vida. Thatcher es va negar a acceptar un retorn a l'estatus polític dels presoners, després d'haver declarat que "el crim és crim és crim; no és política", No obstant això, el govern britànic va contactar en privat amb els líders republicans per intentar posar fi a les vagues de fam. Després de la mort de Sands i nou més, la vaga va acabar. Alguns drets van ser restituïts als presos paramilitars, però no el reconeixement oficial de l'estatus polític. La violència a Irlanda del Nord va augmentar significativament durant les vagues de fam.
Thatcher resultar il·lesa en un intent d'assassinat de l'IRA en un hotel de Brighton a primera hora del matí del 12 d'octubre de 1984. F Cinc persones van morir, inclosa l'esposa del ministre John Wakeham. Thatcher s'allotjava a l'hotel per preparar-se per a la conferència del Partit Conservador, que va insistir que hauria d'inaugurar-se tal com estava previst l'endemà. Va pronunciar el seu discurs tal com estava previst, encara que es va reescriure a partir del seu esborrany original, en un moviment que va tenir un gran suport a tot l'espectre polític i va augmentar la seva popularitat entre el públic.
El 6 de novembre de 1981, Thatcher i el Taoiseach irlandès Garret FitzGerald havien establert el Consell Intergovernamental Anglo-Irlandès, un fòrum per a reunions entre els dos governs.
El 25 de setembre de 1983 després de prendre el control del bloc d'alta seguretat H7 de la presó de Maze 38 reclusos de l'IRA Provisional van fugir en una furgoneta de la presó de Maze després de mesos de preparació. Va ser la major escapada del Regne Unit i la II. Des de la Guerra Mundial, la més gran d'Europa, la vergonya del govern de Margaret Thatcher.
El 15 de novembre de 1985, Thatcher i FitzGerald van signar l'Acord angloirlandès de Hillsborough, que va suposar la primera vegada que un govern britànic havia donat a la República d'Irlanda un paper assessor en el govern d'Irlanda del Nord. En protesta, el moviment Ulster Says No liderat per Ian Paisley va atreure 100.000 persones a una manifestació a Belfast Belfast, Ian Gow, després assassinat pel PIRA, va dimitir com a ministre d'Estat al Tresor de Sa Majestat i els 15 diputats unionistes van renunciar als seus escons parlamentaris; només un no va ser retornat a les eleccions parcials posteriors el 23 de gener de 1986.

### Medi ambient
Thatcher va donar suport a una política activa de protecció del clima ; va ser fonamental en l'aprovació de la Llei de protecció del medi ambient de 1990, la fundació del Centre Hadley per a la Recerca i Predicció del Clima, l'establiment del Grup Intergovernamental sobre el Canvi Climàtic i la ratificació del Protocol de Mont-real de preservació de la capa d'ozó.
Thatcher va ajudar a posar el canvi climàtic, la pluja àcida i la contaminació general en el corrent principal britànic a finals dels anys vuitanta, demanant un tractat global sobre el canvi climàtic el 1989. Els seus discursos van incloure un a la Royal Society el 1988, seguit d'un altre a l'Assemblea General de l'ONU el 1989.

### Afers exteriors
Thatcher va nomenar Lord Carrington, un membre ennoblit del partit i antic secretari d'Estat de Defensa, per dirigir el Foreign Office el 1979. Encara que es considerava un "moll", va evitar els afers interns i es va portar bé amb Thatcher. Una qüestió era què fer amb Rhodèsia, on la minoria blanca havia decidit governar la pròspera colònia separatista de majoria negra davant les aclaparadores crítiques internacionals. Amb l'enfonsament portuguès de 1975 al continent, Sud-àfrica (que havia estat el principal partidari de Rhodèsia) es va adonar que el seu aliat era una responsabilitat; el govern negre era inevitable, i el govern de Thatcher va negociar una solució pacífica per posar fi a la guerra civil de Rhodèsia el desembre de 1979 mitjançant l'Acord de Lancaster House. La conferència de Lancaster va comptar amb la presència del primer ministre de Rhodèsia, Ian Smith, així com dels principals líders negres: Muzorewa, Mugabe, Nkomo i Tongogara. El resultat va ser la nova nació de Zimbabwe sota el domini negre el 1980.

#### Guerra Freda
La primera crisi de política exterior de Thatcher va arribar amb la invasió soviètica de l'Afganistan el 1979. Va condemnar la invasió, va dir que mostrava la fallida d'una política de distensió i va ajudar a convèncer alguns atletes britànics a boicotejar els Jocs Olímpics de Moscou de 1980. Va donar un suport dèbil al president nord-americà Jimmy Carter que va intentar castigar l'URSS amb sancions econòmiques. La situació econòmica de Gran Bretanya era precària i la majoria de l'OTAN es mostrava reticent a tallar els llaços comercials. Tot i això, Thatcher va donar el vistiplau perquè Whitehall aprovés del MI6 (juntament amb el SAS) per emprendre "acció disruptiva" a l'Afganistan. També treballant amb la CIA en l'Operació Cicló, també van subministrar armes, entrenament i intel·ligència als mujahidins.
El Financial Times va informar el 2011 que el seu govern havia subministrat en secret a l'Iraq baasista de Saddam Hussein equipament militar "no letal" des de 1981.
Després d'haver retirat el reconeixement formal del règim de Pol Pot l'any 1979, el govern de Thatcher va donar suport als Khmers Rojos mantenint el seu escó a l'ONU després que fossin destituïts del poder a Cambodja per la guerra cambodjana-vietnamita. Tot i que Thatcher ho va negar en aquell moment, es va revelar el 1991 que, tot i que no entrenava directament cap Khmer Rouge, a partir de 1983 el Servei Aeri Especial (SAS) va ser enviat per entrenar en secret "les forces armades de Cambodja "de resistència no comunista" que es va mantenir lleial al príncep Norodom Sihanouk i al seu antic primer ministre Son Sann en la lluita contra el règim titella recolzat per Vietnam.
Thatcher va ser un dels primers líders occidentals a respondre cordialment al líder reformista soviètic Mikhaïl Gorbatxov. Després de les reunions de la cimera Reagan-Gorbatxov i les reformes promulgades per Gorbatxov a l'URSS, va declarar el novembre de 1988 que "Ara no estem en una Guerra Freda", sinó en una "nova relació molt més àmplia que la que mai va ser la Guerra Freda". Va fer una visita d'estat a la Unió Soviètica el 1984 i es va reunir amb Gorbatxov i el president del Consell de Ministres, Nikolai Rijkov.

#### Lligams amb els Estats Units

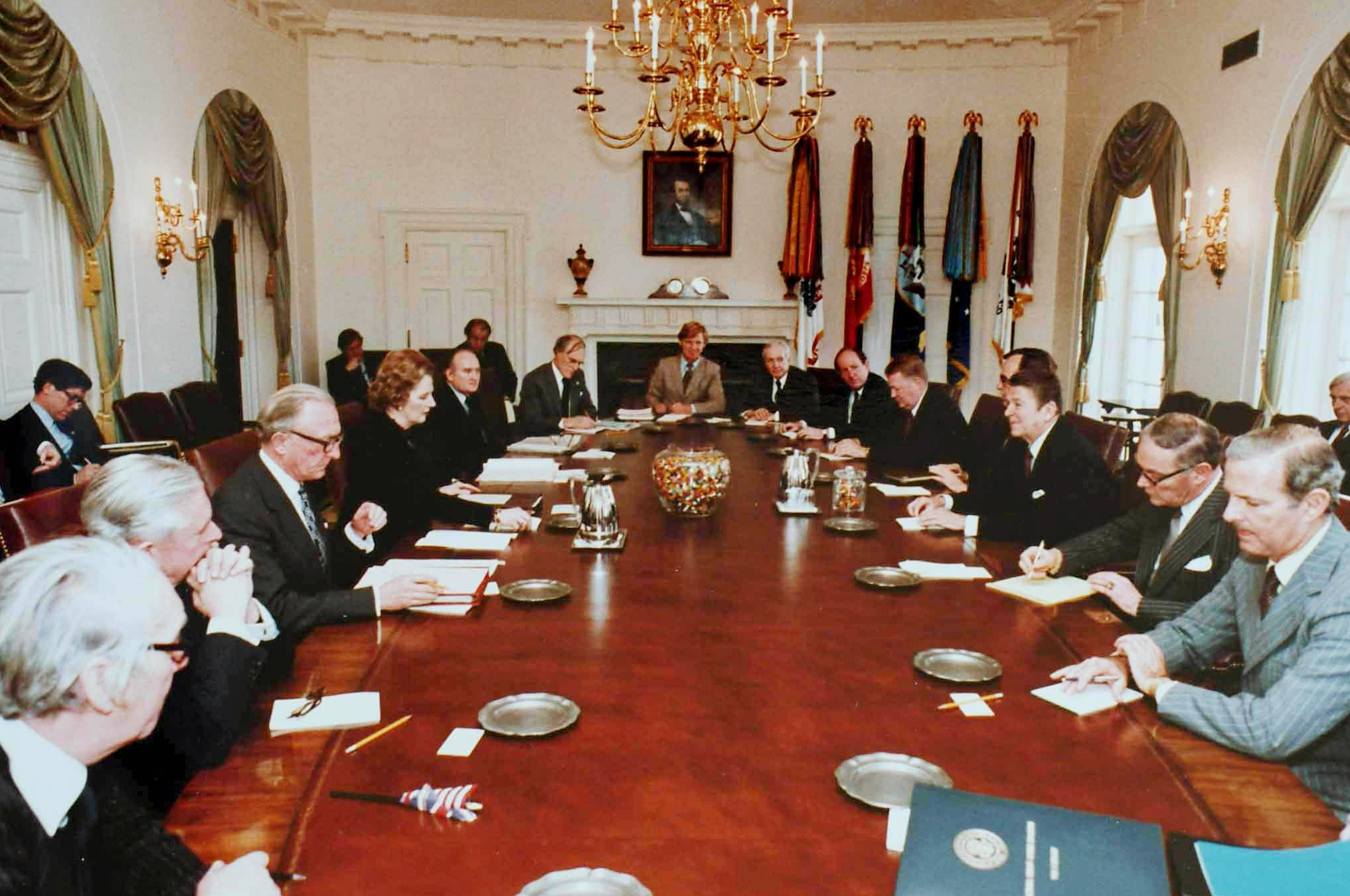
Thatcher i la seva reunió del gabinet amb el gabinet Reagan a la Sala del Gabinet de la Casa Blanca, 1981

Malgrat personalitats oposades, Thatcher es va vincular ràpidament amb el president dels Estats Units Ronald Reagan. Va donar un fort suport a les polítiques de la Guerra Freda de l'administració Reagan basades en la seva desconfiança compartida cap al comunisme. Un agut desacord va arribar el 1983 quan Reagan no va consultar amb ella sobre la invasió de Grenada.
Durant el seu primer any com a primera ministra va donar suport a la decisió de l'OTAN de desplegar míssils nuclears de creuer i Pershing II a Europa occidental, permetent als Estats Units estacionar més de 160 míssils de creuer a la base de la RAF Greenham Common, a partir del novembre de 1983 i activant protestes massives de la Campanya pel Desarmament Nuclear. Va comprar el sistema de submarins de míssils nuclears Trident als Estats Units per reemplaçar el Polaris, triplicant les forces nuclears del Regne Unit amb un cost eventual de més de 12.000 milions de lliures (a preus de 1996–97). La preferència de Thatcher pels llaços de defensa amb els Estats Units es va demostrar en l'assumpte Westland de 1985-86, quan va actuar amb els seus companys per permetre que el fabricant Westland Helicopters rebutgés una oferta d'adquisició de la firma italiana Agusta a favor de l'opció preferida de la direcció, una enllaç amb Sikorsky Aircraft. El secretari de Defensa Michael Heseltine, que havia donat suport a l'acord d'Agusta, va dimitir del govern en protesta.
L'abril de 1986 va permetre als F-111 nord-americans utilitzar les bases de la Royal Air Force per al bombardeig de Líbia en represàlia pel suposat atemptat líbi d'una discoteca de Berlín, citant el dret d'autodefensa segons l'article 51 de la Carta de l'ONU. Les enquestes van suggerir que menys d'un de cada tres ciutadans britànics aprovaven la seva decisió.
Thatcher es trobava als Estats Units en una visita d'estat quan el líder iraquià Saddam Hussein va envair Kuwait l'agost de 1990. Durant les seves converses amb el president George Bush, que va succeir a Reagan el 1989, va recomanar la intervenció, i va fer pressió sobre Bush per desplegar tropes a l'Orient Mitjà per expulsar l'exèrcit iraquià de Kuwait. Bush estava aprensiu pel pla, la qual cosa va fer que Thatcher li digués durant una conversa telefònica: "Aquest no era el moment d'anar trontollant!" El govern de Thatcher va subministrar forces militars a la coalició internacional en la preparació de la Guerra del Golf, però havia dimitit quan van començar les hostilitats el 17 de gener de 1991. Va aplaudir la victòria de la coalició als bancs posteriors, alhora que va advertir que "les victòries de la pau duraran més que les batalles de la guerra". El 2017 es va revelar que Thatcher havia suggerit amenaçar Saddam amb armes químiques després de la invasió de Kuwait.

#### Crisi a l'Atlàntic Sud
El 2 d'abril de 1982, la junta militar governant a l'Argentina va ordenar la invasió de les possessions britàniques de les Illes Malvines i Geòrgia del Sud, desencadenant la Guerra de les Malvines. La crisi posterior va ser "un moment definitori del govern [de Thatcher]". A proposta d'Harold Macmillan i Robert Armstrong, va establir i va presidir un petit gabinet de guerra (formalment anomenat ODSA, Overseas and Defense Committee, South Atlantic) per supervisar la direcció de la guerra, que del 5 al 6 d'abril havia autoritzat i enviat una flota per recuperar les illes. L'Argentina es va rendir el 14 de juny i l'Operació Corporate va ser aclamada com un èxit, malgrat la mort de 255 soldats britànics i 3 illencs de les Malvines. Les víctimes mortals a l'Argentina van ascendir a 649, la meitat d'elles després que el submarí de propulsió nuclear HMS Conqueror torpedinés i enfonsés el creuer ARA General Belgrano el 2 de maig.
Thatcher va ser criticada per la negligència de la defensa de les Malvines que va portar a la guerra, i especialment per la diputada laborista Tam Dalyell al Parlament per la decisió de torpedinar el General Belgrano, però en general se la considerava una líder de guerra competent i compromesa. El "factor de les Malvines", una recuperació econòmica que va començar a principis de 1982 i una oposició amargament dividida van contribuir a la segona victòria electoral de Thatcher el 1983. Thatcher es referia sovint després de la guerra a l'"esperit de les Malvines"; Falklands spirit";. Hastings suggereix que això mostra la seva preferencia per la racionalització de la presa de decisions del seu gabinet de guerra sobre el minuciós acord del [govern de gabinet] en temps de pau.

#### Negociació de Hong Kong
El setembre de 1982 va visitar la Xina per discutir amb Deng Xiaoping la sobirania de Hong Kong després de 1997. La Xina va ser el primer estat comunista que Thatcher va visitar com a primer ministre, i va ser la primera primera ministra britànica que va visitar la Xina. Al llarg de la seva reunió, va buscar l'acord de la República Popular Xinesa per mantenir la presència britànica al territori. Deng va insistir que la sobirania de la Xina sobre Hong Kong no era negociable, però va declarar la seva voluntat de resoldre la qüestió de la sobirania amb el govern britànic mitjançant negociacions formals. Tots dos governs van prometre mantenir l'estabilitat i la prosperitat de Hong Kong. Després de les negociacions de dos anys, Thatcher va cedir al govern de la República Popular Xinesa i va signar la Declaració Conjunta Xino-Britanica a Pequín el 1984, acordant lliurar la sobirania de Hong Kong el 1997.

#### Apartheid a Sud-àfrica
Tot i dir que estava a favor de les "negociacions pacífiques" per acabar amb l'apartheid, Thatcher es va oposar a les sancions a Sud-àfrica per la Commonwealth i la Comunitat Econòmica Europea. Va intentar preservar el comerç amb Sud-àfrica mentre persuadia el seu govern perquè abandonés l'apartheid. Això va incloure "[c]astar-se com a amiga sincera del president Pieter Willem Botha", i convidar-lo a visitar el Regne Unit el 1984, malgrat les "inevitables manifestacions" contra el seu govern. Alan Merrydew de l'emissora canadenca BCTV News va preguntar a Thatcher quina va ser la seva resposta "a una declaració de l'ANC que apuntaran a les empreses britàniques a Sud-àfrica?" a la qual cosa més tard va respondre: "[…] quan l'ANC diu que prendran com a objectiu les empreses britàniques […] Això demostra quina organització terrorista típica és. Vaig lluitar contra el terrorisme tota la vida i si més gent el va lluitar, i tots vam tenir més èxit, no ho hauríem de tenir i espero que tots en aquesta sala pensin que és correcte continuar lluitant contra el terrorisme." Durant la seva visita a Gran Bretanya cinc mesos després d'haver sortit de la presó, Nelson Mandela va elogiar Thatcher: "És una enemiga de l'apartheid […] Tenim molt per agrair-li".

#### Europa
Thatcher i el seu partit van donar suport a la pertinença britànica a la CEE en el referèndum nacional de 1975 i l'Acta Única Europea de 1986, i van obtenir el "xec britànic" sobre les contribucions, però creia que el paper de l'organització s'havia de limitar a assegurant el lliure comerç i la competència efectiva, i temia que l'enfocament de la CEE fos en desacord amb les seves opinions sobre el govern més petit i la desregulació. Creient que el mercat únic donaria lloc a la integració política, l'oposició de Thatcher a una major integració europea es va fer més pronunciada durant el seu mandat de primer ministre i particularment després del seu tercer govern el 1987. En el seu discurs de Bruges el 1988, Thatcher va esbossar la seva oposició a les propostes de la CEE, precursora de la Unió Europea, per a una estructura federal i una major centralització de la presa de decisions:
No hem fet retrocedir amb èxit les fronteres de l'estat a Gran Bretanya, només per veure-les reimposades a nivell europeu, amb un superestat europeu exercint un nou domini des de Brussel·les.
Thatcher, compartint les preocupacions del president francès François Mitterrand, es va oposar inicialment a la reunificació alemanya  dient a Gorbatxov que "portaria un canvi a les fronteres de la postguerra, i no podem permetre-ho perquè aquest desenvolupament soscaliaria. l'estabilitat de tota la situació internacional i podria posar en perill la nostra seguretat". Va expressar la seva preocupació perquè una Alemanya unida s'alineés més estretament amb la Unió Soviètica i s'allunyés de l'OTAN.
El març de 1990, Thatcher va celebrar un seminari de Checkers sobre el tema de la reunificació alemanya al qual van assistir membres del seu gabinet i historiadors com Norman Stone, George Urban, Timothy Garton Ash i Gordon A. Craig. Durant el seminari, Thatcher va descriure "el que Urban va anomenar 'clixés de bar' sobre el personatge alemany, incloent-hi 'angoixa, agressivitat, assertivitat, bullying, egoisme, complex d'inferioritat [i] sentimentalisme' ". Els presents es van quedar sorpresos en escoltar les declaracions de Thatcher i "horroritzats" de com "aparentment desconeixiam "la culpa col·lectiva alemanya i els intents dels alemanys de treballar el seu passat. Les paraules de la reunió van ser filtrades pel seu assessor de política exterior Charles Powell i, posteriorment, els seus comentaris van ser rebuts amb una forta reacció i controvèrsia.
Durant el mateix mes, el canceller alemany Helmut Kohl va assegurar a Thatcher que la mantindria "informada de totes les seves intencions sobre la unificació", i que estava disposat a revelar "assumptes que ni tan sols el seu gabinet sabria".

### Reptes al seu lideratge i la renúncia

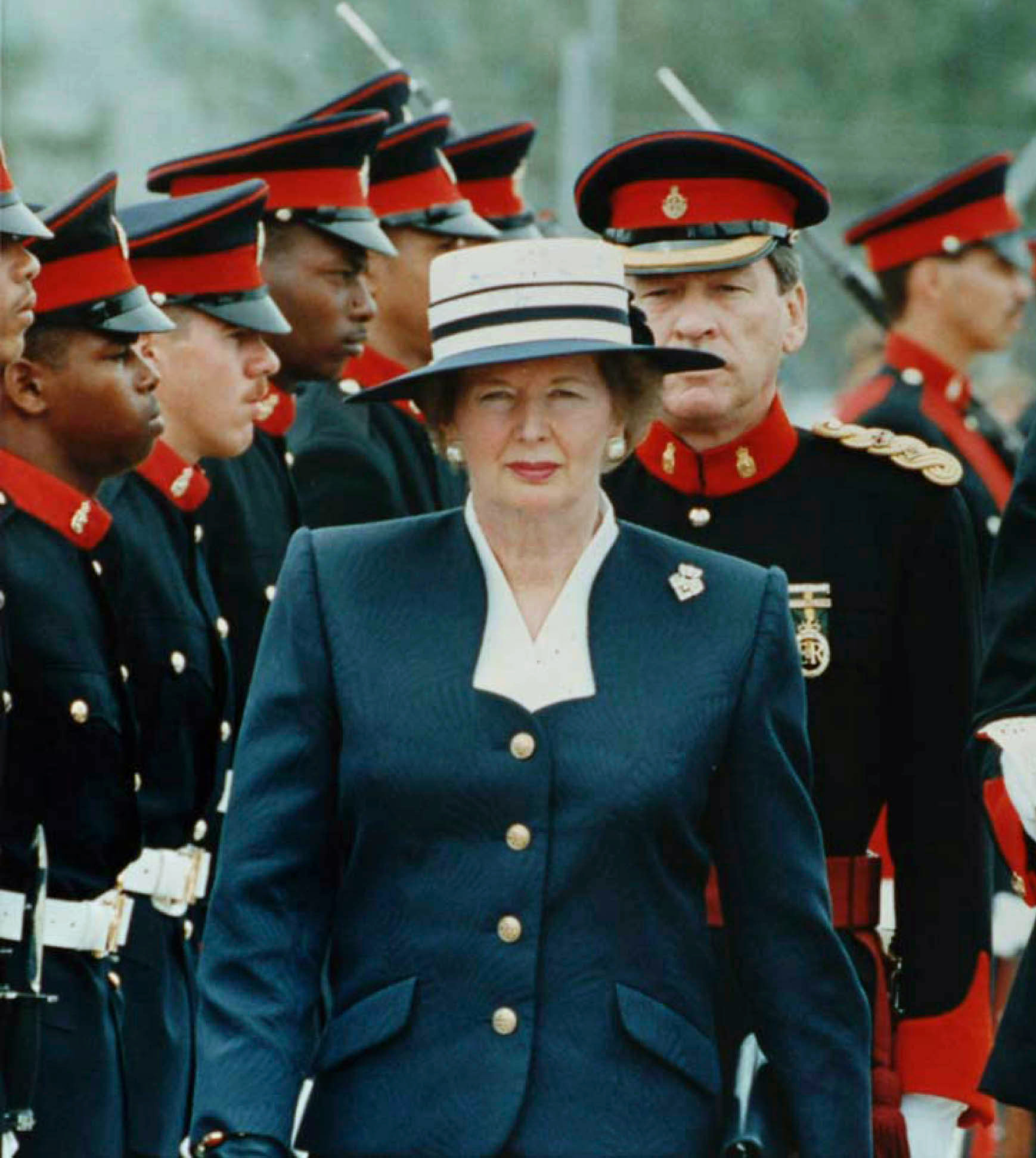
Thatcher passant revista al Royal Bermuda Regiment a principis de 1990

Durant el seu mandat, Thatcher va tenir la segona puntuació mitjana d'aprovació més baixa (40%) de qualsevol primer ministre de la postguerra. Des de la dimissió de Nigel Lawson com a canceller l'octubre de 1989, les enquestes van mostrar constantment que era menys popular que el seu partit. Thatcher, una política de convicció que es descriu a si mateixa, sempre va insistir que no li importaven les seves valoracions en les enquestes i va assenyalar, en canvi, el seu rècord electoral invicte.
El desembre de 1989, Thatcher va ser desafiada per al lideratge del Partit Conservador pel poc conegut parlamentari Sir Anthony Meyer. Dels 374 diputats conservadors elegits per votar, 314 van votar per Thatcher i 33 per Meyer. Els seus seguidors del partit van veure el resultat com un èxit i van rebutjar els suggeriments que hi havia descontentament dins del partit.
Les enquestes d'opinió del setembre de 1990 van informar que els laboristes havien establert un 14% d'avantatge sobre els conservadors, i al novembre, els conservadors havien estat per darrere dels laboristes durant 18 mesos. Aquestes valoracions, juntament amb la personalitat combativa de Thatcher i la tendència a anul·lar l'opinió col·legial, van contribuir a un major descontentament dins del seu partit.
El juliol de 1989, Thatcher va destituir Geoffrey Howe com a secretari d'Afers Exteriors després que ell i Lawson l'haguessin obligat a acceptar un pla perquè Gran Bretanya s'unís al Mecanisme Europeu de tipus de canvi (ERM). Gran Bretanya es va unir a l'ERM l'octubre de 1990.
L'1 de novembre de 1990, Howe, aleshores l'últim membre restant del gabinet original de Thatcher de 1979, va dimitir com a viceprimera ministra, aparentment per la seva oberta hostilitat als moviments cap a la unió monetària europea. En el seu discurs de renúncia el 13 de novembre, que va ser fonamental en la caiguda de Thatcher, Howe va atacar l'actitud obertament despectiva de Thatcher davant la proposta del govern d'una nova moneda europea que competeix amb les monedes existents (un "ECU dur"). :
| « | Com diables el canceller i el governador del Banc d'Anglaterra, elogiant la dura ECU mentre s'esforcen, es prenguin com a participants seriosos en el debat contra aquest tipus de soroll de fons? Crec que tant el canceller com el governador són entusiastes del cricket, així que espero que no hi hagi el monopoli de les metàfores del cricket. És més aviat com enviar els vostres batedors inicials al plec només perquè trobin, en el moment en què es llan les primeres boles, que el capità de l'equip els ha trencat abans del partit.. | » |

El 14 de novembre, Michael Heseltine va llançar un repte per a la direcció del Partit Conservador Les enquestes d'opinió havien indicat que donaria als conservadors una avantatge nacional sobre els laboristes. Tot i que Thatcher va liderar la primera votació amb els vots de 204 diputats conservadors (54,8%) a 152 vots (40,9%) per Heseltine, amb 16 abstencions, li va quedar quatre vots per sobre de la majoria requerida del 15%. Per tant, era necessària una segona votació. Thatcher va declarar inicialment la seva intenció de "lluitar i lluitar per guanyar" la segona votació, però la consulta amb el seu gabinet la va persuadir de retirar-se. Després de celebrar una audiència amb la Reina, trucar a altres líders mundials i fer un darrer discurs dels Comuns, el 28 de novembre va sortir de Downing Street plorant. Segons els informes, va considerar la seva expulsió com una traïció. La seva renúncia va ser un xoc per a molts fora de Gran Bretanya, amb observadors estrangers com Henry Kissinger i Gorbatxov expressant consternació privada.
Thatcher va ser substituïda com a cap de govern i líder del partit pel canceller John Major, l'avantatge del qual sobre Heseltine en la segona votació va ser suficient perquè Heseltine abandonés. Major va supervisar un repunt del suport als conservadors durant els 17 mesos que van conduir a les eleccions generals de 1992, i va portar el partit a una quarta victòria consecutiva el 9 d'abril de 1992. Thatcher havia pressionat per Major en la competició de lideratge contra Heseltine, però el seu suport. per ell va disminuir en anys posteriors.

## Vida posterior

### Tornada als bancs posteriors: 1990–1992
Thatcher va tornar als bancs posteriors com a parlamentària de circumscripció després d'abandonar la presidència. La seva aprovació interna es va recuperar després de la seva renúncia, tot i que l'opinió pública es va mantenir dividida sobre si el seu govern havia estat bo per al país. Amb 66 anys, es va retirar de la Cambra dels Comuns a les eleccions generals de 1992, dient que abandonar els Comuns li permetria més llibertat per dir el que pensa.

### Després dels Comuns: 1992–2003
En abandonar els Comuns, Thatcher es va convertir en el primer ex-primer ministre britànic que va crear una fundació; l'ala britànica de la Fundació Margaret Thatcher es va dissoldre el 2005 a causa de dificultats financeres. Va escriure dos volums de memòries,, The Downing Street Years (1993) i The Path to Power (1995). El 1991, ella i el seu marit Denis es van traslladar a una casa a Chester Square, una plaça amb jardí residencial al districte de Belgravia, al centre de Londres.
Thatcher va ser contractada per l'empresa de tabac Philip Morris com a "consultora geopolítica" el juliol de 1992, per 250.000 dòlars anuals i una contribució anual de 250.000 dòlars a la seva fundació. Thatcher va guanyar 50.000 dòlars per cada discurs que pronunciava.
Thatcher es va convertir en un defensor de la independència croata i eslovena. En comentar les guerres de Iugoslàvia, en una entrevista de 1991 per a la radiotelevisió croata, va criticar els governs occidentals per no reconèixer les repúbliques separatistes de Croàcia i Eslovènia com a independents i per no haver-los subministrat armes després que l'exèrcit iugoslau liderat per Sèrbia va atacar.
L'agost de 1992 va demanar a l'OTAN que aturés l'assalt serbi a Goražde i Sarajevo, per posar fi a la neteja ètnica durant la guerra de Bòsnia, comparant la situació a Bòsnia-Hercegovina amb "les barbaritats de Hitler i Stalin".
Va fer una sèrie de discursos als Lords criticant el Tractat de Maastricht,, descrivint-lo com "un tractat massa llunyà" i va declarar: "Mai podria haver signat aquest tractat" Va citar a A. V. Dicey quan va argumentar que, com que els tres partits principals estaven a favor del tractat, el poble hauria de dir la seva en un referèndum.
Thatcher va exercir com a canceller honorari del College of William & Mary a Virgínia de 1993 a 2000, alhora que també va exercir com a canceller de la Universitat privada de Buckingham de 1992 a 1998, una universitat que havia obert formalment. el 1976 com a antic secretari d'educació.
Després de l'elecció de Tony Blair com a líder del Partit Laborista el 1994, Thatcher va elogiar Blair com "probablement el líder laborista més formidable des de Hugh Gaitskell", i va afegir: "Veig molt socialisme darrere del seu banc, però no en el senyor Blair. Crec que realment s'ha mogut". Blair va respondre de la mateixa manera: "Era una persona molt decidida, i això és una qualitat admirable".
El 1998, Thatcher va demanar l'alliberament de l'antic dictador xilè Augusto Pinochet quan Espanya el va fer arrestar i va intentar jutjar-lo per violacions dels drets humans. Va citar l'ajuda que va donar a Gran Bretanya durant la Guerra de les Malvines. El 1999, ella el va visitar mentre estava sota arrest domiciliari prop de Londres. Pinochet va ser alliberat el març de 2000 per motius mèdics pel secretari de l'Interior Jack Straw.

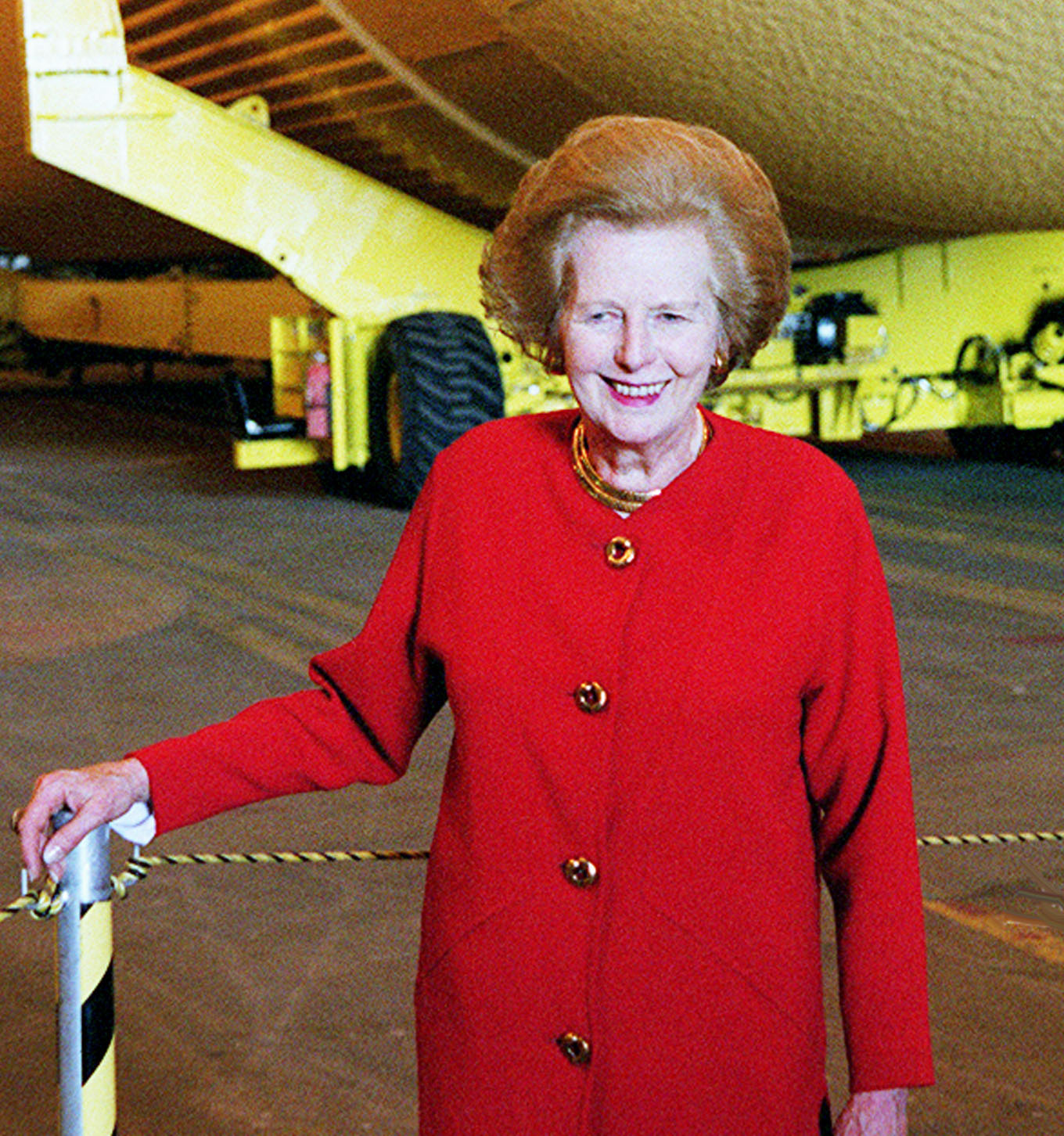
Thatcher va visitar el Centre Espacial Kennedy a principis de 2001

A les eleccions generals de 2001, Thatcher va donar suport a la campanya conservadora, com ho havia fet el 1992 i el 1997, i en les eleccions de lideratge conservador després de la seva derrota, va recolzar Iain Duncan Smith sobre Kenneth Clarke. El 2002 va animar George W. Bush a abordar agressivament els "assumptes pendents" de l'Iraq sota Saddam Hussein, i va elogiar a Blair pel seu "lideratge fort i audaç" al costat de Bush a la Guerra de l'Iraq.
Va abordar el mateix tema a la seva Statecraft: Strategies for a Changing World, que es va publicar l'abril de 2002 i dedicada a Ronald Reagan, escrivint que no hi hauria pau a l'Orient Mitjà fins que Saddam Hussein fos enderrocat. El seu llibre també deia que Israel ha d'intercanviar terra per pau i que la Unió Europea (UE) és un "projecte utòpic clàssic, un monument a la vanitat dels intel·lectuals, un programa el destí inevitable del qual és el fracàs". Va argumentar que Gran Bretanya hauria de renegociar els seus termes de pertinença o bé abandonar la UE i unir-se a l'Àrea de Lliure Comerç d'Amèrica del Nord.
Després de diversos cops petits, els seus metges li van aconsellar que no parlés més en públic. El març de 2002 va anunciar que, per consell dels metges, cancel·laria tots els compromisos de conferències prevists i no acceptaria més.
 Ser primer ministre és una feina solitària. En cert sentit, hauria de ser: no pots dirigir des de la multitud. Però amb Denis allà no vaig estar mai sol. Quin home. Quin marit. Quin amic.
El 26 de juny de 2003, el marit de Thatcher, Sir Denis Thatcher, va morir als 88 anys; va ser incinerat el 3 de juliol al crematori Mortlake de Londres.

### Darrers anys: 2003–2013

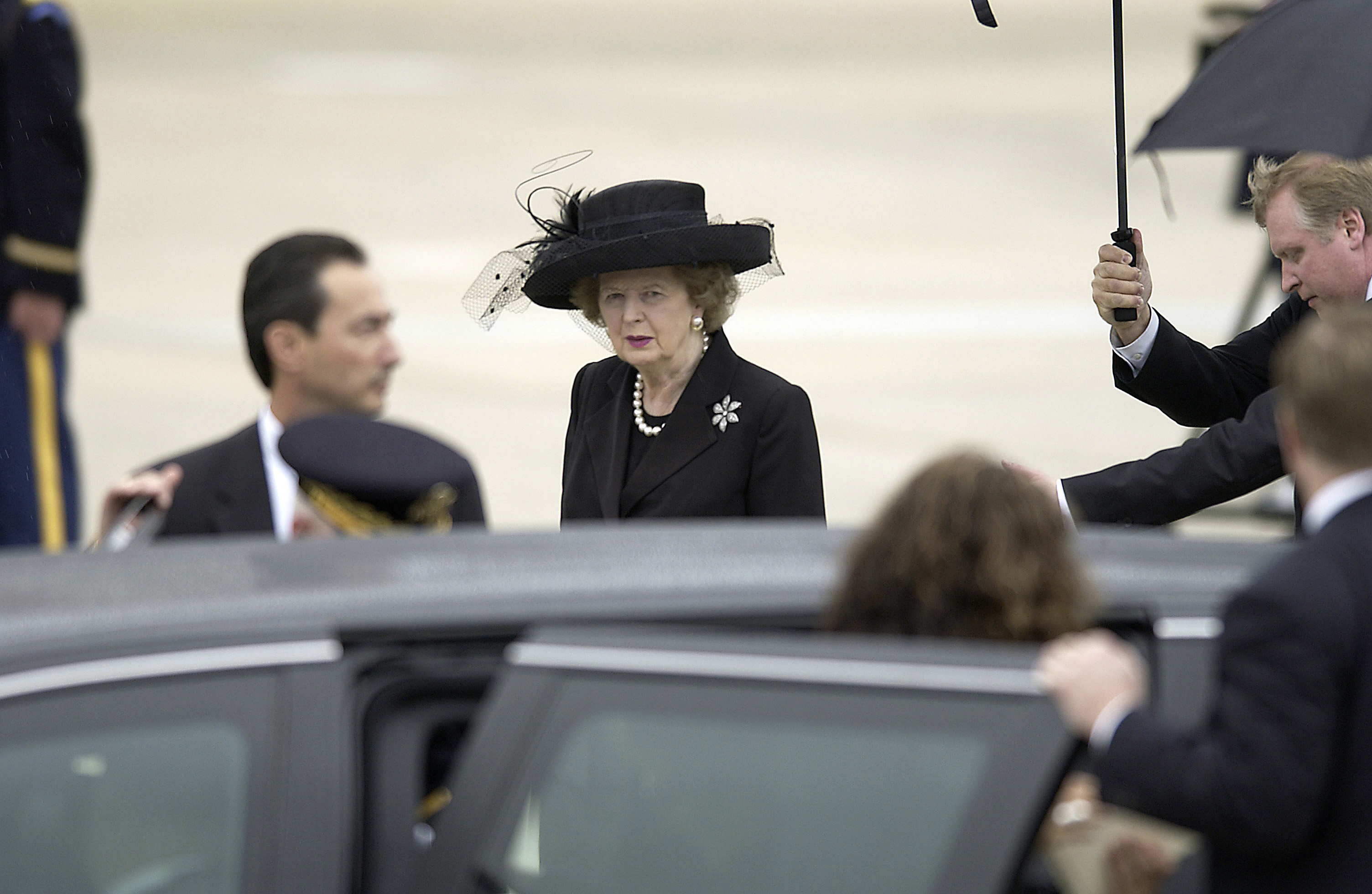
Thatcher va arribar al funeral del president Reagan el 2004

L'11 de juny de 2004, Thatcher (en contra de les ordres dels metges) va assistir al funeral estatal de Ronald Reagan. Va pronunciar el seu elogi mitjançant cinta de vídeo; tenint en compte la seva salut, el missatge s'havia pregravat uns mesos abans. Thatcher va volar a Califòrnia amb el seguici de Reagan, i va assistir al servei commemoratiu ia la cerimònia d'enterrament del president a la Biblioteca Presidencial Ronald Reagan.
El 2005, Thatcher va criticar com Blair havia decidit envair l'Iraq dos anys abans. Tot i que encara va donar suport a la intervenció per enderrocar Saddam Hussein, va dir que (com a científica) sempre buscaria "fets, proves i proves" abans de comprometre les forces armades. Va celebrar el seu 80è aniversari el 13 d'octubre a l'hotel Mandarin Oriental de Hyde Park, Londres ; Entre els convidats hi havia la reina, el duc d'Edimburg, la princesa Alexandra i Tony Blair. Geoffrey Howe, també va assistir i va dir del seu antic líder: "El seu veritable triomf va ser haver transformat no només un partit sinó dos, de manera que quan finalment els laboristes van tornar, la gran part del thatcherisme va ser acceptat com a irreversible."
El 2006, Thatcher va assistir al servei commemoratiu oficial de Washington, DC per commemorar el cinquè aniversari dels atacs de l'11 de setembre als Estats Units. Va ser convidada del vicepresident Dick Cheney i va conèixer la secretària d'estat Condoleezza Rice durant la seva visita. El febrer de 2007 Thatcher es va convertir en el primer primer ministre britànic viu a ser homenatjat amb una estàtua a les Cambres del Parlament. L'estàtua de bronze es trobava enfront de la del seu heroi polític, Winston Churchill, i es va inaugurar el 21 de febrer de 2007 amb Thatcher present; va comentar al vestíbul dels membres dels Comuns: "Podria haver preferit el ferro, però el bronze ho farà […] No s'oxidarà".
Thatcher va ser un partidari públic de la Declaració de Praga sobre la consciència europea i el comunisme i el Procés de Praga resultant, i va enviar una carta pública de suport a la seva conferència anterior.
Després de desmaiar-se en un sopar de la Cambra dels Lords, Thatcher, amb pressió arterial baixa, va ser ingressada a l'Hospital St Thomas al centre de Londres el 7 de març de 2008 per fer-se proves. L'any 2009 va tornar a ser hospitalitzada quan va caure i es va trencar el braç. Thatcher va tornar al número 10 de Downing Street a finals de novembre de 2009 per a la presentació d'un retrat oficial de l'artista Richard Stone, un honor inusual per a un antic primer ministre viu. Stone va rebre l'encàrrec de pintar retrats de la reina i la Reina mare.
El 4 de juliol de 2011, Thatcher havia d'assistir a una cerimònia per a la inauguració d'una estàtua de 10 peus (3,0 m) a Ronald Reagan, fora de l'ambaixada dels Estats Units a Londres, però no va poder assistir a causa de la seva fràgil salut. Va assistir per última vegada a una sessió de la Cambra dels Lords el 19 de juliol de 2010, i el 30 de juliol de 2011 es va anunciar que la seva oficina als Lords havia estat tancada. A principis d'aquell mes, Thatcher va ser nomenat el primer ministre més competent dels últims 30 anys en una enquesta d'Ipsos MORI.
La filla de Thatcher, Carol, va revelar per primera vegada que la seva mare tenia demència l'any 2005, dient "La mare ja no llegeix gaire a causa de la seva pèrdua de memòria". A les seves memòries del 2008, Carol va escriure que la seva mare "difícilment recordava el començament d'una frase quan arribava al final". Més tard va explicar com va ser colpejada per primera vegada per la demència de la seva mare quan, en conversa, Thatcher va confondre els conflictes de les Malvines i Iugoslau; va recordar el dolor de haver de dir-li repetidament a la seva mare que el seu marit Denis havia mort.

### Mort i funeral: 2013
Thatcher va morir el 8 d'abril de 2013, als 87 anys, després de patir un ictus. S'allotjava en una suite de l'hotel Ritz de Londres des del desembre de 2012 després de tenir dificultats amb les escales a la seva casa de Chester Square a Belgravia. El seu certificat de defunció enumerava les principals causes de mort com un "accident cerebrovascular" i "atac isquèmic transitori repetit "; les causes secundàries es van enumerar com a "carcinoma de la bufeta" i demència.
Les reaccions a la notícia de la mort de Thatcher es van barrejar a tot el Regne Unit, des d'homenatges que la van elogiar com la primera ministra britànica en temps de pau fins a celebracions públiques de la seva mort i expressions d'odi i vitriol personalitzat l.
Els detalls del funeral de Thatcher s'havien acordat amb ella per endavant. Va rebre un funeral cerimonial, incloent honors militars complets, amb un servei a l'església a la catedral de Saint Paul el 17 d'abril.
La reina Isabel II i el duc d'Edimburg van assistir al seu funeral, marcant només la segona vegada durant el regnat de la reina que assistia al funeral de qualsevol dels seus antics primers ministres, després del de Winston Churchill, que va rebre un funeral d'estat el 1965.
Després del servei a St Paul's, el cos de Thatcher va ser incinerat a Mortlake, on el seu marit havia estat incinerat. El 28 de setembre es va celebrar un servei per Thatcher a la capella de Tots Sants de la Margaret Thatcher Infirmary de l' Hospital Reial de Chelsea. En una cerimònia privada, les cendres de Thatcher van ser enterrades al recinte de l'hospital, al costat de les del seu marit.

## Llegat

### Impacte polític
El thatcherisme va representar una revisió sistemàtica i decisiva del consens de la postguerra, per la qual els principals partits polítics van coincidir en gran manera sobre els temes centrals del keynesianisme, l'estat del benestar, la indústria nacionalitzada i una estreta regulació de l'economia i impostos elevats. Thatcher va donar suport generalment a l'estat del benestar mentre proposava desfer-lo dels abusos.
Va prometre el 1982 que el popular Servei Nacional de Salut estava "segur a les nostres mans". Al principi, va ignorar la qüestió de la privatització de les indústries nacionalitzades; Molt influenciat pels think tanks de dretes, i especialment per Sir Keith Joseph, Thatcher va ampliar el seu atac. El thatcherisme va arribar a referir-se a les seves polítiques, així com a aspectes de la seva visió ètica i estil personal, incloent l'absolutisme moral, el nacionalisme, l'individualisme liberal i un enfocament intransigent per assolir els objectius polítics.
Thatcher va definir la seva pròpia filosofia política, en una ruptura important i controvertida amb el conservadorisme d'una nació del seu predecessor Edward Heath, en una entrevista de 1987 publicada a la revista Woman's Own:
| « | Crec que hem passat per un període en què s'ha donat a entendre massa nens i gent "Tinc un problema, és feina del Govern fer-hi front!" o "Tinc un problema, aniré a buscar una subvenció per fer-hi front!" "Sóc sense sostre, el Govern m'ha d'allotjar!" i així estan llançant els seus problemes a la societat i qui és la societat? No hi ha tal cosa! Hi ha homes i dones individuals i hi ha famílies i cap govern pot fer res excepte a través de les persones i la gent es mira primer a si mateixa. El nostre deure és cuidar-nos i després també ajudar a cuidar el nostre proïsme i la vida és un negoci recíproc i la gent té massa al cap els drets sense les obligacions. | » |

#### Visió general
El nombre d'adults propietaris d'accions va augmentar del 7% al 25% durant el seu mandat, i més d'un milió de famílies van comprar les seves cases municipals, la qual cosa va suposar un augment del 55% al 67% dels propietaris entre 1979 i 1990. Les cases es van vendre amb un descompte del 33 al 55 per cent, la qual cosa va generar grans beneficis per a alguns nous propietaris. La riquesa personal va augmentar un 80% en termes reals durant la dècada de 1980, principalment a causa de l'augment dels preus de l'habitatge i l'augment dels ingressos. Les accions de les empreses privatitzades es van vendre per sota del seu valor de mercat per garantir vendes ràpides i àmplies, en lloc de maximitzar els ingressos nacionals.
Els "anys Thatcher" també van estar marcats per períodes d'alt atur i malestar social, i molts crítics de l'esquerra de l'espectre polític van criticar les seves polítiques econòmiques pel nivell d'atur; moltes de les àrees afectades per l'atur massiu, així com les seves polítiques econòmiques monetaristes, van romandre afectades durant dècades, per problemes socials com l'abús de drogues i la desintegració familiar. L'atur no va caure per sota del nivell de maig de 1979 durant el seu mandat, només va caure marginalment per sota del nivell d'abril de 1979 el 1990. Els efectes a llarg termini de les seves polítiques sobre la fabricació segueixen sent controvertits.
En declaracions a Escòcia el 2009, Thatcher va insistir que no es penedeixia i tenia raó en introduir l'impost electoral i retirar els subsidis a "indústries obsoletes, els mercats de les quals estaven en declivi terminal", subvencions que van crear "la cultura de la dependència, que havia fet tant de mal a la Gran Bretanya". L'economista política Susan Strange va anomenar el model de creixement financer neoliberal "capitalisme de casino", reflectint la seva visió que l'especulació i el comerç financer s'estaven tornant més importants per a l'economia que la indústria.
Els crítics de l'esquerra la descriuen com a divisòria i diuen que tolerava la cobdícia i l'egoisme. El principal polític gal·lès Rhodri Morgan, entre d'altres, va caracteritzar Thatcher com una figura "marmita". El periodista Michael White, escrivint després de la crisi financera de 2007-2008, va desafiar l'opinió que les seves reformes encara eren un benefici net. Altres consideren que el seu enfocament va ser "una bossa barrejada" i "[un] ou de cura".
Thatcher va fer "poc per avançar la causa política de les dones", ja sigui dins del seu partit o del govern. Burns (2009, p. 234) afirma que algunes feministes britàniques la consideraven "una enemiga". Purvis (2013) diu que, tot i que Thatcher havia lluitat laboriosament contra els prejudicis masclistes de la seva època per arribar al cim, no va fer cap esforç per facilitar el camí a altres dones. Thatcher no considerava que els drets de les dones requerissin una atenció especial, ja que, sobretot durant el seu mandat de primer ministre, no considerava que les dones estiguessin sent privades dels seus drets. Una vegada havia suggerit la llista preseleccionada de dones per defecte per a tots els nomenaments públics, però també havia proposat que les persones amb fills petits haurien de deixar la força de treball.
La posició de Thatcher sobre la immigració a finals de la dècada de 1970 es va percebre com a part d'un creixent discurs públic racista, que Barker (1981) anomena "nou racisme". En l'oposició, Thatcher creia que el Front Nacional (NF) estava guanyant un gran nombre de votants conservadors amb advertències contra les inundacions d'immigrants. La seva estratègia va ser soscavar la narrativa de NF reconeixent que molts dels seus votants tenien serioses preocupacions que calia abordar. El 1978 va criticar la política d'immigració dels laboristes per atreure votants lluny de la NF cap als conservadors. La seva retòrica va ser seguida per un augment del suport conservador a costa de la NF. Els crítics de l'esquerra la van acusar de complaure el racisme.
Moltes polítiques thatcherites van influir en el Partit Laborista, que va tornar al poder el 1997 sota Tony Blair. Blair va canviar el nom del partit "Nou Laborisme" l'any 1994 amb l'objectiu d'augmentar el seu atractiu més enllà dels seus partidaris tradicionals, i per atraure els que havien donat suport a Thatcher, com l'"home d'Essex". Es diu que Thatcher va considerar el canvi de marca del "nou treballador" com el seu major assoliment. A diferència de Blair, el líder del Partit Conservador de l'època William Hague va intentar distanciar-se i el partit de les polítiques econòmiques de Thatcher en un intent d'obtenir l'aprovació pública.
Poc després de la mort de Thatcher el 2013, el primer ministre escocès Alex Salmond va argumentar que les seves polítiques van tenir la "conseqüència no desitjada" d'encoratjar la devolució escocesa. Lord Foulkes of Cumnock va acordar a Scotland Tonight que ella havia proporcionat "l'impuls" per a la devolució. Escrivint per a The Scotsman el 1997, Thatcher va argumentar en contra de la descentralització sobre la base que finalment portaria a la independència d'Escòcia.

#### Reputació
Margaret Thatcher no va ser només la primera dona i la primera ministra més llarga dels temps moderns, sinó la figura pública més admirada, odiada, idolatrada i vilipendiada de la segona meitat del segle xx. Per a alguns va ser la salvadora del seu país que […] va crear una vigorosa economia empresarial que vint anys més tard encara superava les economies més regulades del continent. Per a altres, era una ideòloga estreta les polítiques de cara dura de la qual legitimaven la cobdícia, augmentaven deliberadament la desigualtat […] i destruïen el sentit de la solidaritat i l'orgull cívic de la nació. No hi ha cap conciliació d'aquestes opinions, però totes dues són certes.
El mandat de Thatcher d'11 anys i 209 dies com a primer ministre britànic va ser el més llarg des de Lord Salisbury (13 anys i 252 dies, en tres períodes) i el període continu més llarg en el càrrec des de Lord Liverpool (14 anys i 305 dies).
Després d'haver conduït el Partit Conservador a la victòria en tres eleccions generals consecutives, dues vegades de manera contundent, es troba entre els líders del partit més populars de la història britànica pel que fa als vots emesos per al partit guanyador; es van emetre més de 40 milions de vots en total per als conservadors sota el seu lideratge. Els seus èxits electorals van ser batejats com un " hat trick històric " per la premsa britànica el 1987.
Thatcher va ocupar el lloc més alt entre les persones vives a l'enquesta de la BBC de 2002 100 Greatest Britons (la 16a del total). El 1999, Time va considerar Thatcher com una de les 100 persones més importants del segle xx. El 2015 va encapçalar una enquesta de Scottish Widows, una important empresa de serveis financers, com la dona més influent dels últims 200 anys; i el 2016 va encapçalar la llista de dones de l'hora de poder de la BBC Radio 4 de dones que es considera que van tenir el major impacte en la vida femenina durant els darrers 70 anys. El 2020, la revista Time va incloure el nom de Thatcher a la seva llista de les 100 dones de l'any. Va ser escollida com la Dona de l'Any 1982, l'any en què va començar la Guerra de les Malvines sota el seu comandament i va donar lloc a la victòria britànica.
En contrast amb la seva puntuació mitjana d'aprovació relativament baixa com a primera ministra, Thatcher s'ha situat des d'aleshores en una bona posició en les enquestes d'opinió retrospectives i, segons YouGov, el públic britànic "veu en termes positius en general". Just després de la seva mort el 2013, segons una enquesta de The Guardian, aproximadament la meitat del públic la veia positivament mentre que un terç la veia negativament. En una enquesta d'opinió de YouGov de 2019, la majoria dels britànics la van qualificar com la líder més gran de la postguerra del Regne Unit (amb Churchill en segon lloc). Va ser votada com la quarta primera ministra britànica més gran del segle xx en una enquesta a 139 acadèmics organitzada per MORI.

### Representacions culturals

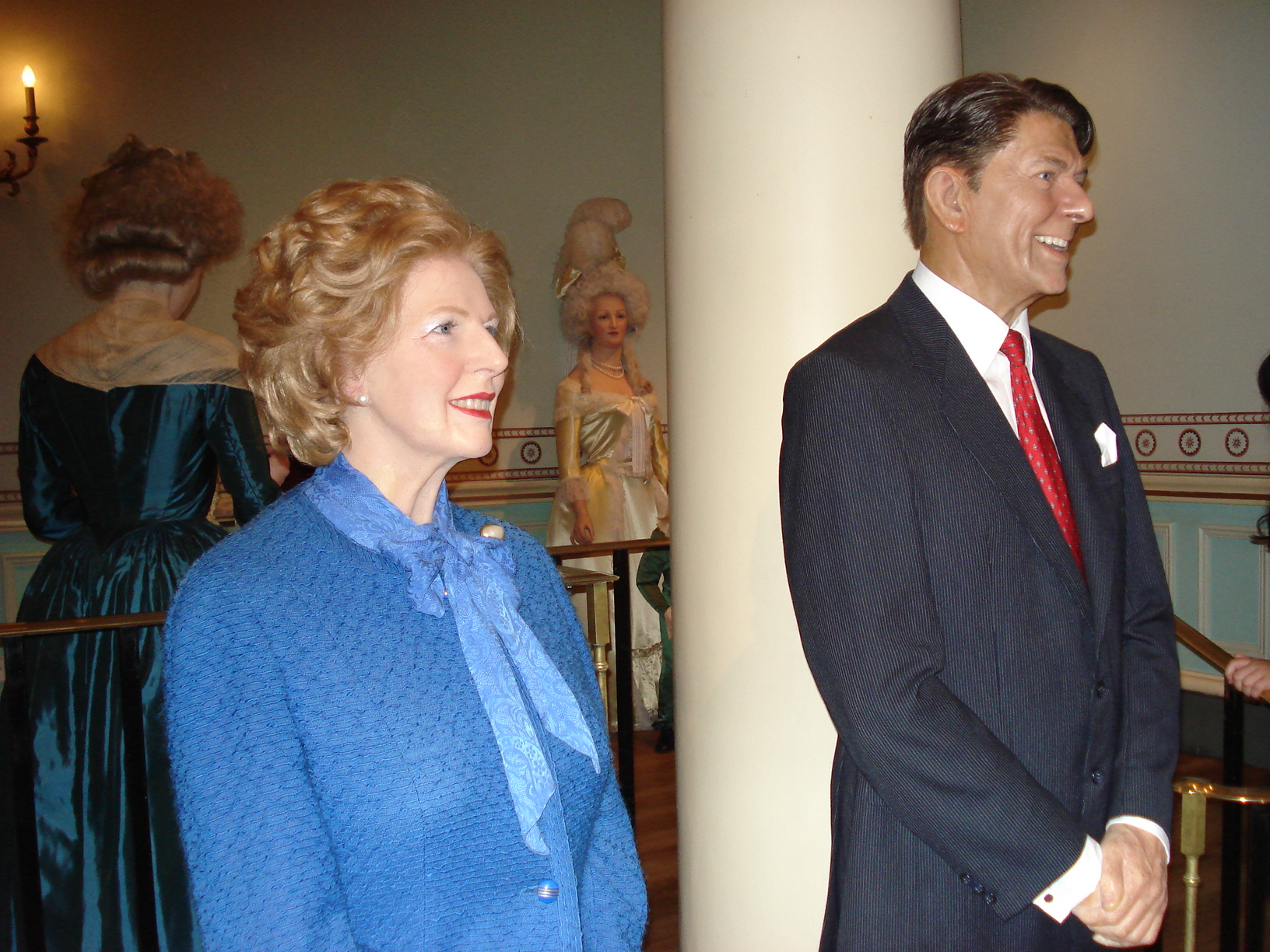
Figures de cera de Thatcher i Ronald Reagan al Madame Tussauds, Londres

Segons el crític de teatre Michael Billington, Thatcher va deixar una "emfàtica empremta" en les arts mentre era primer ministre. Una de les primeres sàtires de Thatcher com a primer ministre va implicar el satíric John Wells (com a escriptor i intèrpret), l'actriu Janet Brown (veu a Thatcher) i el futur productor de Spitting Image John Lloyd (com a coproductor), que el 1979 es van unir. creat pel productor Martin Lewis per a l'àlbum d'àudio satíric The Iron Lady, que consistia en sketches i cançons que satirizaven l'ascens al poder de Thatcher. L'àlbum es va publicar el setembre de 1979. Thatcher va ser molt satiritzat a Spitting Image , on era representada com una tirana que vestia amb pantalons i colpejava i ridiculitzava als ministres del seu govern. i The Independent la va titllar de "el somni de cada stand-up"

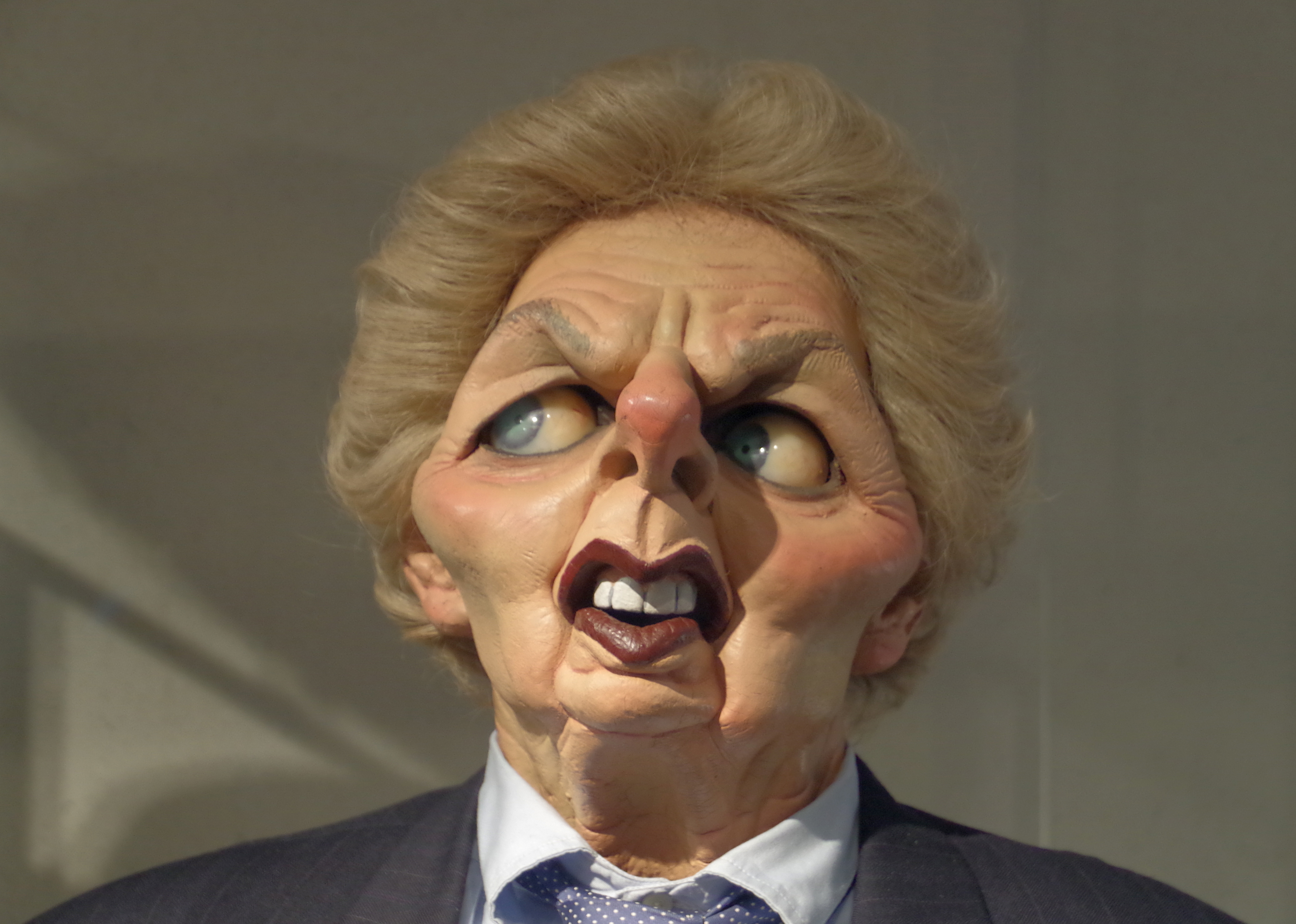
Ninot de Thatcher a Spritting Image

Thatcher va ser el tema o la inspiració de les cançons de protesta dels anys vuitanta. Els músics Billy Bragg i Paul Weller van ajudar a formar el col·lectiu Red Wedge per donar suport als laboristes en oposició a Thatcher. Coneguda com "Maggie" tant pels partidaris com pels oponents, la cançó "Maggie Out" es va convertir en un crit de reunió entre l'esquerra durant la segona meitat del seu mandat de primer ministre.
Lee Hall i Elton John varen compondre la cancó "Merry Christmas Maggie Thatcher" inclosa al musical Billy Elliot.
Wells va parodiar Thatcher en diversos mitjans. Va col·laborar amb Richard Ingrams en la parodia de les cartes "Dear Bill", que es publicaven com a columna a la revista Private Eye ; també es van publicar en forma de llibre i es van convertir en una revista teatral del West End titulada Anyone for Denis?, amb Wells en el paper del marit de Thatcher. Va ser seguit per un especial de televisió de 1982 dirigit per Dick Clement, on Thatcher va ser interpretat per Angela Thorne.
Des del seu primer càrrec, Thatcher ha estat retratada en diversos programes de televisió, documentals, pel·lícules i obres de teatre. Va ser interpretada per Patricia Hodge a The Falklands Play (2002) d'Ian Curteis i Andrea Riseborough a la pel·lícula de televisió The Long Walk to Finchley (2008). És la protagonista de dues pel·lícules, interpretades per Lindsay Duncan in Margaret (2009) i per Meryl Streep a The Iron Lady (2011), en què se la representa com a patint demència o malaltia d'Alzheimer. És un personatge principal de la quarta temporada de la sèria The Crown, interpretada per Gillian Anderson.

## Títols, premis i honors
Baronessa Thatcher
 Lligacama  1995
 Bona Esperança  1991
 Merit  1990
 St Joan  1991

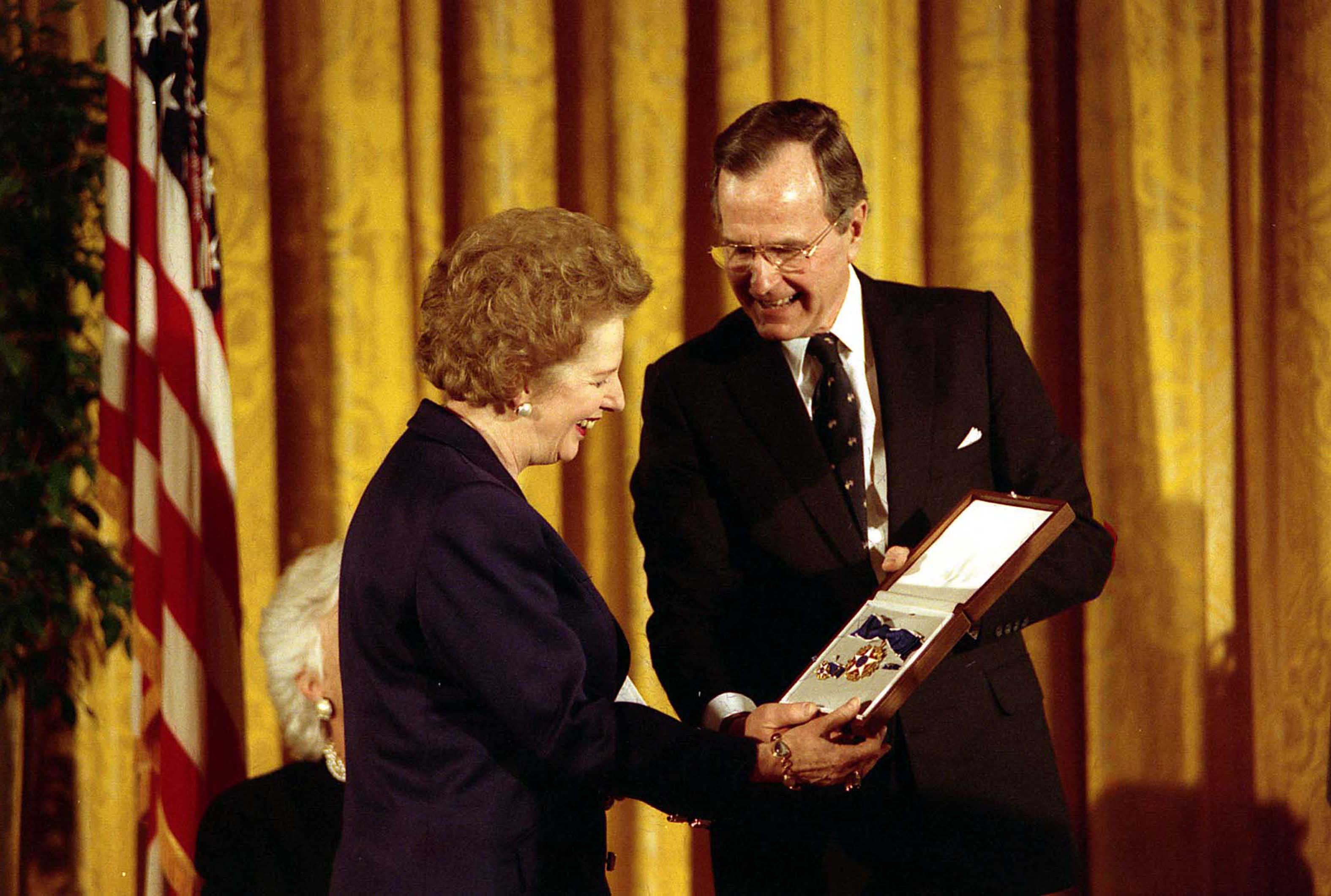
Thatcher va rebre la Medalla Presidencial de la Llibertat el 1991

Thatcher es va convertir en consellera privada (PC) en convertir-se en secretària d'estat el 1970. Va ser la primera dona amb dret a membres plens com a membre honorari del Carlton Club en convertir-se en líder del Partit Conservador el 1975.
Com a primer ministre, Thatcher va rebre dues distincions honorífiques:
- 24 d'octubre de 1979 : Membre Honorífica del Royal Institute of Chemistry (FRIC),[427] que es va fusionar amb la Royal Society of Chemistry (FRSC) l'any següent;[428]
- 1 de juliol de 1983 : Membre de la Royal Society (FRS), un punt de controvèrsia entre alguns dels becaris existents aleshores.[43]

Dues setmanes després de la seva renúncia, Thatcher va ser nomenada membre de l'orde del Mèrit (OM) per la Reina. El seu marit Denis va ser nomenat baronet hereditari al mateix temps; com la seva dona, Thatcher tenia dret a utilitzar l'estil honorífic "Lady", un títol conferit automàticament que ella es va negar a utilitzar. Seria nomenada Lady Thatcher per dret propi en el seu posterior ennobliment a la Cambra dels Lords.
A les Malvines, el Margaret Thatcher Day s'ha celebrat cada 10 de gener des de 1992 commemorant la seva primera visita a les Illes el gener de 1983, sis mesos després del final de la Guerra de les Malvines el juny de 1982.
Thatcher es va convertir en membre de la Cambra dels Lords el 1992 amb una noblesa vitalícia com la baronessa Thatcher, de Kesteven al comtat de Lincolnshire. Posteriorment, el Col·legi d'Armes li va concedir l'ús d'un escut d'armes personal ; se li va permetre revisar aquestes armes en el seu nomenament com a Dama de l'Orde de la Lligacama (LG) el 1995, el màxim ordre de cavalleria.
Als Estats Units, Thatcher va rebre el premi Ronald Reagan Freedom Award, i més tard va ser designada mecenes de The Heritage Foundation el 2006, on va establir el Margaret Thatcher Center for Freedom.

## Escut d'armes
- cresta: una corona de baró

Escut de Margaret Thatcher, Baronessa Thatcher

- lema: Cherisf Freedom (Vitoreja la Llibertat)
- ordes: el galó de l'orde de la Lligacama i l'orde del Mèrit
- descripció: Sobre un rombe circumscrip per la Lligacama i el galó de l'orde del Mèrit amb la Creu d'aquesta penjant, coronat per una corona d ebaró, amb galó d'atzur i gules, una clau doble en cap entre dos lleons combatents i una torre amb rastrill a la base.
- suports: A dextra, un almirall de la Royal Navy. A sinistra, Sir Isaac Newton agafant amb la mà esquerra unes bàscules, equilibrades.
- simbolisme: La clau i els dos lleons reials d'Anglaterra representen el seu mandat com a Primer Ministre i Primer Lord del Tresor. La torre i el rastrell representen el seu temps al Palau de Westminster com a membre del Parlament. Porta aquest èxit en un rombe (com és tradicional per a una dona), envoltada pel cercle de l'Orde de la Lligacama (en la qual va ser nomenada el 1995), a sota hi penja la cinta i la insígnia de l'Orde del Mèrit (en la qual va ser nomenada el 1990.
El suport destre és un almirall de la Royal Navy, per commemorar la victòria de la Guerra de les Malvines durant el seu mandat de primer ministre. El suport sinistre partidari és Sir Isaac Newton, per reconèixer la seva carrera anterior com a científica.

## Publicacions
- Thatcher, Margaret. The Downing Street Years.  HarperCollins, 1993. ISBN 978-0-00-255049-9.
- Thatcher, Margaret. The Path to Power.  HarperCollins, 1995. ISBN 978-0-00-255050-5.
- Thatcher, Margaret. Statecraft: Strategies for a Changing World.  Harper Perennial, 2003. ISBN 978-0-06-095912-8.